# Лоуэлл, Персиваль
Пе́рсиваль Ло́уэлл, также Ло́велл (англ. Percival Lowell, /ˈloʊəl, ˈloʊl/; 13 марта 1855, Бостон, Массачусетс — 12 ноября 1916, Флагстафф, Аризона) — американский бизнесмен, востоковед, дипломат, астроном и математик, исследователь планеты Марс, открывший астероид (793) Аризона в 1907 году. Почётный член Американской академии искусств и наук, Британского общества востоковедов, Французского астрономического общества, Астрономических обществ США, Бельгии, Германии и Мексики. Удостоен премии Жансена Французского астрономического общества (1904), а также Золотой медали Астрономического общества Мексики (1908) — обе награды за исследования Марса. Приглашённый профессор астрономии Массачусетского технологического института (1902), почётный доктор права Амхерстского колледжа (1907) и Университета Кларка (1909). В честь Лоуэлла названы астероид, кратеры на Луне и на Марсе, а также область на Плутоне.
Происходил из семейства «бостонских браминов», окончил Гарвардский университет, отклонил предложение занять там должность профессора математики. В 1883—1893 годах совершил три длительные поездки в Японию и Корею, опубликовал несколько книг и статей о японской культуре и политической ситуации в Корее. В первой половине 1890-х годов полностью изменил круг интересов, занявшись исследованиями Марса. Персиваль Лоуэлл — основатель и первый директор крупнейшей частной обсерватории в США. Многие годы потратил на поиски девятой планеты Солнечной системы. После обнаружения планеты Плутон (с 2006 года считается карликовой планетой) через 14 лет после смерти Лоуэлла Клайдом Томбо название планеты было выбрано так, чтобы, не выбиваясь из мифологического ряда, оно включало в себя также инициалы Лоуэлла ().
Лоуэлл разрабатывал псевдонаучную теорию о существовании на Марсе высокоразвитой цивилизации, не принятую уже его современниками — профессиональными астрономами, но популяризированную массовой культурой. С конца XX века большее внимание стало привлекать его наследие как востоковеда — исследователя японской культуры. В 2006 году все его книги и статьи о Корее и Японии были переизданы в 5 томах.

## Ранние годы (1855—1883)

### Происхождение

Детская фотография братьев Персиваля (справа) и Эббота. Из книги «Biography of Percival Lowell», 1935

Персиваль Лоуэлл происходил из одного из старейших семейств Бостона, обосновавшегося в колонии Массачусетского залива с 1639 года. Семейство Лоуэллов принадлежало к числу так называемых «Бостонских браминов» — квазиаристократической социальной группе, для которых деловые интересы были неотделимы от общественной активности и покровительства науке и искусству. В честь Лоуэллов были названы город и один из каналов в системе водообеспечения индустриального района в Массачусетсе.
Отец — известный бизнесмен и филантроп, вице-президент Американской академии наук и искусств Огастас Лоуэлл (1830—1900), в молодости он служил в дипломатической миссии в Великобритании. Мать — Кэтрин Бигелоу Лоуренс, из другого семейства «браминов»; её отец в 1851 году также был полномочным министром в Великобритании. В семье было семь детей, Персиваль являлся первенцем. Младший брат Персиваля, Эббот Лоуренс Лоуэлл (1856—1943), стал президентом Гарвардского университета, а младшая сестра Эми Лоуренс Лоуэлл (1874—1925) стала поэтессой-имажисткой и была удостоена Пулитцеровской премии (1926, посмертно). Как первенцу, Персивалю предстояло унаследовать дело и общественные обязанности отца, но в конечном счёте эта роль перешла брату Эбботу. По мнению друга семьи Баррета Уэнделла, Огастес Лоуэлл был пуританином, чей самоконтроль доходил до такой степени, что это многим казалось отталкивающим. Персиваль был любимцем матери, к которой был очень привязан, и во время его длительных поездок они каждый день переписывались в высокопарном викторианском стиле. Несмотря на то, что Персиваль унаследовал немало черт личности отца, в зрелые годы он называл его «обезличенным» и этот же термин (англ. impersonal) использовал для описания национального характера японцев, который противопоставлял американскому.

### Образование
В детстве Персиваль проявил склонность к математике и особенно астрономии, у него был телескоп, с помощью которого он наблюдал небесные тела с крыши своего дома, — это считалось нормальным хобби в его социальном кругу. С 1864 по 1866 год семейство Лоуэллов жило в Париже, и Персиваль посещал французскую школу, во время путешествия родителей по Италии его на два месяца отдали в пансион в Веве. Вернувшись в США, отец стал приучать 13-летнего сына к бизнесу, брал в свою контору и в конце каждого дня требовал отчёта в делах. Со временем эти отношения породили в Персивале упрямство и желание расстаться со своим социальным окружением и принятыми в нём ролями. В 1872 году он окончил школу «Noble and Greenough School» и далее поступил в Гарвардский университет, который было положено закончить представителю «браминского» семейства. Получив относительную свободу, Лоуэлл завёл связи в богемной среде, как минимум трое его ближайших друзей — также из его социального круга — после университета профессионально занялись литературой и искусством.
В университете Лоуэлл в равной степени успевал в гуманитарных и точных науках. По астрономии его наставником был профессор Бенджамин Пирс, который полагал, что открытие Нептуна Адамсом и Леверье было «счастливой случайностью». На выпускной церемонии 1876 года Лоуэлл удостоился чести читать речь от студентов, она была посвящена небулярной гипотезе. По гуманитарной линии он удостоился Bowdoin Prize за научную работу «Статус Англии как европейской державы в период от кончины Елизаветы до королевы Анны». В университете он вступил в братство «Фи-Бета-Каппа». Университет сыграл большую роль в его социализации: одним из старейших друзей Лоуэлла был его тьютор Генри Кэбот Лодж, который был тьютором и у Теодора Рузвельта, окончившего университет тремя годами ранее. Позднее Г. Лодж стал у президента советником по иностранным делам и сенатором от Массачусетса. За одного из Кэботов вышла замуж сестра Лоуэлла — Кэтрин, другая сестра — Элизабет — вышла замуж за представителя ещё одной «браминской» фамилии — Патнэмов.

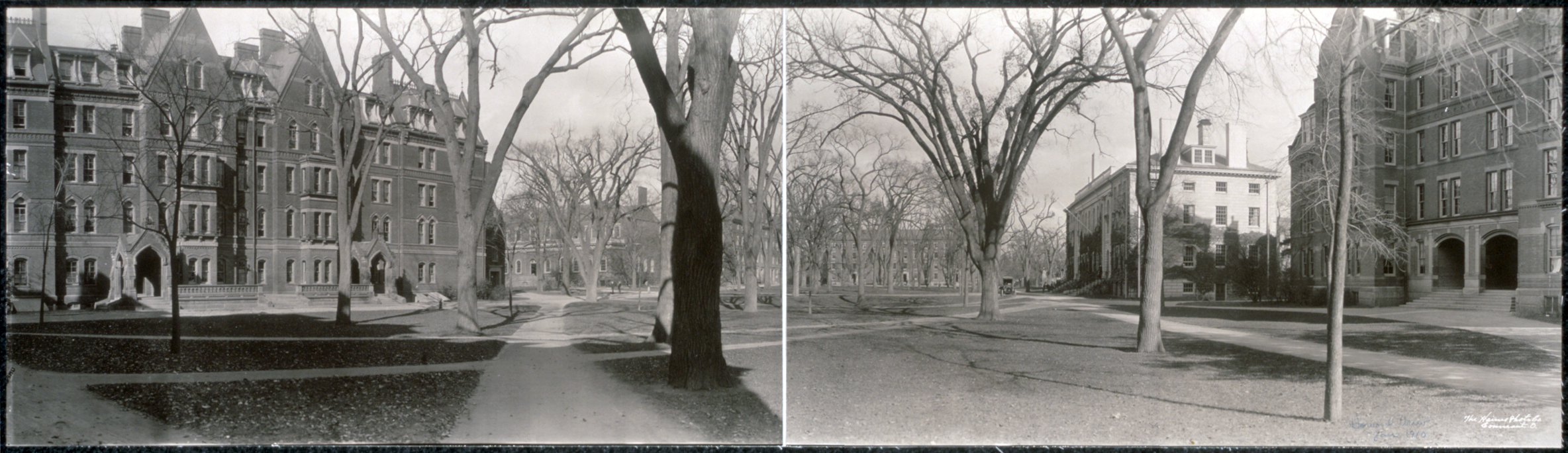
Панорама Гарвардского университета. Около 1910

### Бостон. Светская жизнь
Окончив университет, молодые люди из социального круга Лоуэлла должны были совершить длительное заграничное путешествие. Вместе с кузеном Харкуром Эймори Персиваль Лоуэлл за 15 месяцев объехал всю Европу, добравшись до Сирии и Египта. С осени 1877 года Лоуэлл приступил к управлению семейными предприятиями. Судя по сохранившимся свидетельствам, он не испытывал влечения к деловым профессиям и не знал, чем хочет заниматься сам. Персиваль и Эббот Лоуэллы после окончания университета получили от отца по 100 000 долларов, и предполагалось, что они смогут пустить эти деньги на инвестиционные проекты. Судя по свидетельству брата, Персиваль был умелым и удачливым инвестором: к моменту кончины отца в 1900 году его личное состояние достигло полумиллиона. И в дальнейшем он был тесно связан с миром бизнеса: в 1888 году вошёл в совет Лоуэлловской белильни, а в 1894 году был действующим финансовым управляющим Массачусетской хлопковой фабрики. Кроме того, примерно 25 % его личного состояния были вложены в штат Джорджия, в его железнодорожные и электрические компании. Со временем управление финансами двух семейных кланов перешло к зятю Лоуэлла — Уильяму Лоуэллу Патнэму — освобождая Персиваля для его культурных интересов.
В 1882 году Лоуэлл принял важное для себя решение разорвать помолвку с представительницей «браминской» семьи (имя её не разглашалось). До 1883 года Лоуэлл большую часть времени проводил в родительском доме, но параллельно снимал совместно с друзьями холостяцкую квартиру, чтобы иметь пространство для личной свободы. Тем не менее, Лоуэлл не чувствовал себя комфортабельно среди богемы и значительную часть свободного времени проводил в высшем свете, занимаясь традиционными светскими развлечениями, в том числе игрой в карты, но его всё больше влекла наука. В 1881 году Лоуэлл оказался среди членов-основателей Математического и физического клуба; с 1887 года он состоял в писательском клубе, который объединял около 50 бостонских литераторов. В 1886 году Лоуэлл был среди основателей Дэдхэмского поло-клуба, а в 1888 году возглавил его команду, которая провела первый в Массачусетсе матч по поло. Во время матча 1889 года возникла потасовка на поле, которую возглавили Лоуэлл и его конкурент — будущий военно-морской министр Джордж Мейер; оба игрока были удалены с поля. От клубных дел Лоуэлл отошёл в середине 1890-х годов.

## Востоковед-путешественник (1883—1894)

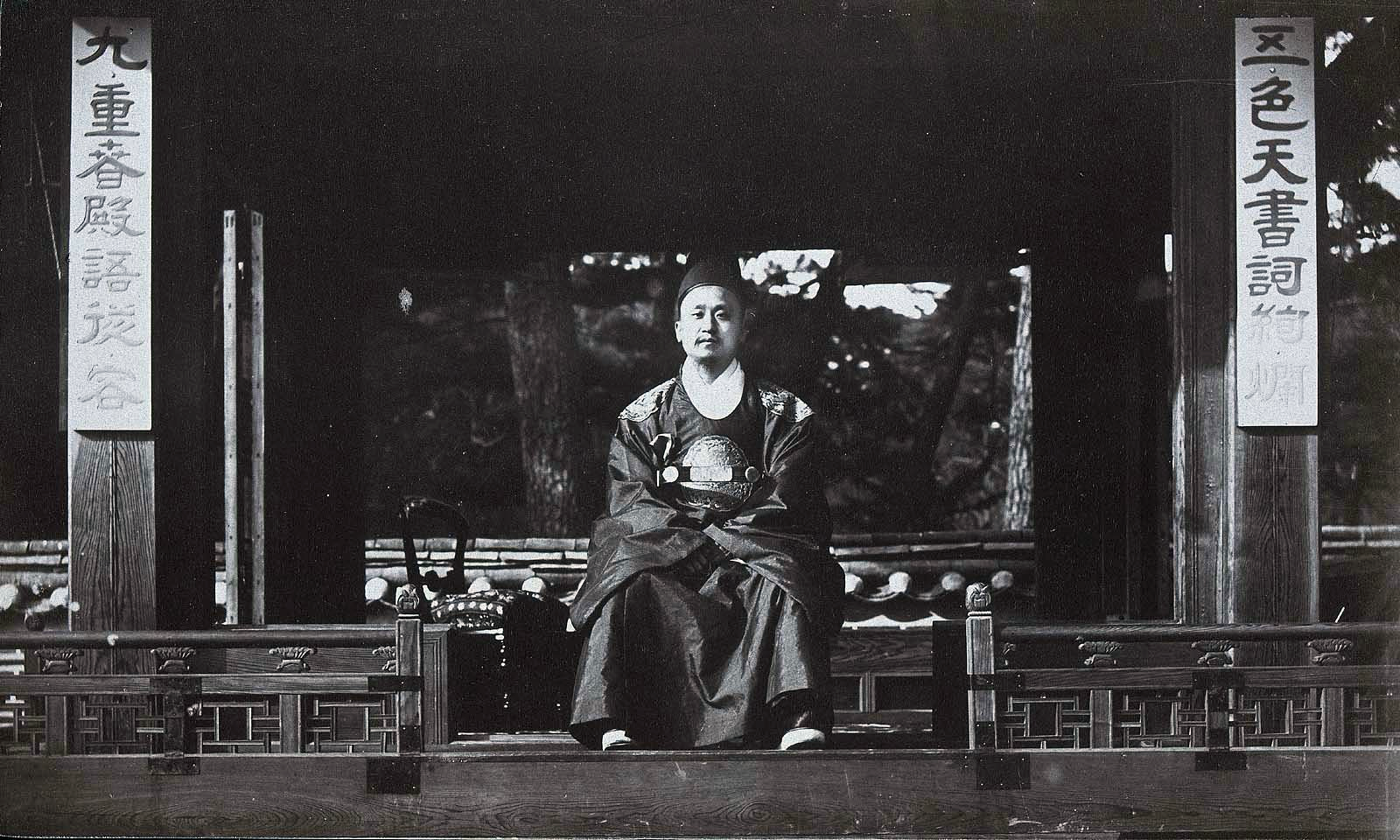
Король Кореи Кочжон. Фото Персиваля Лоуэлла, 1884

В сентябре 1882 года — за 8 месяцев до собственного отъезда в Азию — Персиваль Лоуэлл писал сестре Элизабет, что «рождён быть путешественником». Оказавшись на пороге 30-летия и не испытывая материальных затруднений, Лоуэлл решил расстаться с миром бизнеса и обратиться к исследованиям. За следующие 10 лет он совершил три длительных поездки на Дальний Восток, каждая из которых длилась от 3 до 10 месяцев. В ходе этих путешествий он побывал также в Китае, Бирме и Индонезии и, кроме того, оказался первым европейцем, который провёл в прежде закрытой Корее три месяца подряд в 1883—1884 годах. Лоуэлл крайне негативно относился к туризму, распространившемуся в среде американской элиты, и полагал, что истинный путешественник должен стать в первую очередь антропологом, глубоко погружённым в страну пребывания. Сестре Элизабет он с гордостью писал, что главной своей задачей полагал приспособление к чужим обычаям и нравам, «подобно тому, как утка чувствует себя в воде». В то же время, Р. Элвуд подчёркивал, что Лоуэлл так и остался любителем, который смело брался за анализ религиозных практик Японии и психологии японцев, сочетая это с несколько напыщенным лирическим стилем. Однако его талант наблюдателя позволил ему одним из первых обратиться к прежде закрытым сферам восточной жизни, а именно — эзотерическим сектам, шаманским обрядам и паломничеству на священные горы. Он так и не смог принять собственно японский образ жизни, и хотя он сообщал сестре, что говорит по-японски, как на своём родном языке, это не соответствовало действительности. Даже когда Лоуэлл жил в Токио, его главными собеседниками и гидами по стране были англичане — Бэзил Чемберлен и Уильям Мейсон.
Три путешествия в Японию и Корею сделали Лоуэлла известным писателем. Главным результатом его восточных штудий стали четыре книги: «Чосон — страна утренней свежести» (Chosön: The Land of the Morning Calm, 1885), «Дух Дальнего Востока» (The Soul of the Far East, 1888), «Ното — неисследованный уголок Японии» (Noto: An Unexplored Corner of Japan, 1891) и «Оккультная Япония, или Путь богов» (Occult Japan, or the Way of Gods, 1894). Отдав около десяти лет увлечению Японией, Лоуэлл не потерял к ней интерес и позднее: в 1905 году планировал ещё раз отправиться в Страну Восходящего Солнца, а в 1908 году принимал в Бостоне синтоистского жреца, чтобы тот продемонстрировал некоторые ритуалы, описанные 14 годами ранее в «Оккультной Японии».

### «Чосон»

Персиваль Лоуэлл среди членов корейского посольства в США, 1883

Весной 1883 года Лоуэлл отправился в Японию; его брат Эббот в своей биографии упоминал, что все представления Персиваля об этой стране фактически сложились за первые две недели пребывания и в дальнейшем только разрабатывались и углублялись. 13 августа 1883 года, когда Лоуэлл находился в Токио, Госдепартамент дал ему полуофициальное поручение сопровождать первую дипломатическую миссию Кореи, направленную в США. Это поручение требовало особого такта и дипломатического таланта и, очевидно, вызвало положительные впечатления у корейского посла, который пригласил Лоуэлла сопровождать посольство на обратном пути до Сеула. Незадолго до Рождества 1883 года Лоуэлл оказался в столице Кореи и пробыл там около двух месяцев. Хотя он получил право свободного передвижения по стране, но фактически не смог побывать вне ближайших окрестностей Сеула из-за крайней неразвитости дорожной сети. Сделанные во время путешествия фотографии стали иллюстрациями к первой его опубликованной книге, посвящённой Корее. Книга, по определению Д. Долана, получилась конспективной, скорее, это собрание очерков. Автор, впрочем, не ставил амбициозных целей, не претендуя ни на что, кроме травелога, посвящённого экзотической и почти неизвестной стране. Лоуэллу удалось дать картину королевского двора и жизни аристократии, которая отчасти имеет значение исторического источника, поскольку этот образ жизни был вскоре разрушен японской оккупацией. Впрочем, здесь было много эмоций: Лоуэлл восторженно писал, что Сеул полностью соответствовал его детским представлениям о восточном городе. Иллюстрации к книге демонстрируют определённое влияние японской эстетики, что выразилось в завышенной линии горизонта, асимметричности композиции и стремлении использовать атмосферные эффекты. В 1884 году Бостонское общество фотографов-любителей присудило Лоуэллу награду за «высочайшее качество» его снимков.
Согласно Д. Долану, даже в первой книге Лоуэлла можно найти множество идей, которые он в дальнейшем положил в основу своей теории существования разумной жизни на Марсе. В первую очередь, это параллели между биологическими и социокультурными феноменами и убеждённость в том, что национальный характер и психология формируются ландшафтом и климатом. Вероятно, это свидетельствует о влиянии на Лоуэлла ламаркизма. Выросший в протестантской среде «брамин» Лоуэлл положительно отзывался о роли католической церкви в Корее и утверждал, что национальный дух корейцев не имеет отличительных особенностей.
Возвратившись из Кореи в Японию, Лоуэлл прожил там несколько месяцев и через Индонезию, Бирму, Индию и Европу в 1884 году вернулся в США.

### «Дух Дальнего Востока»

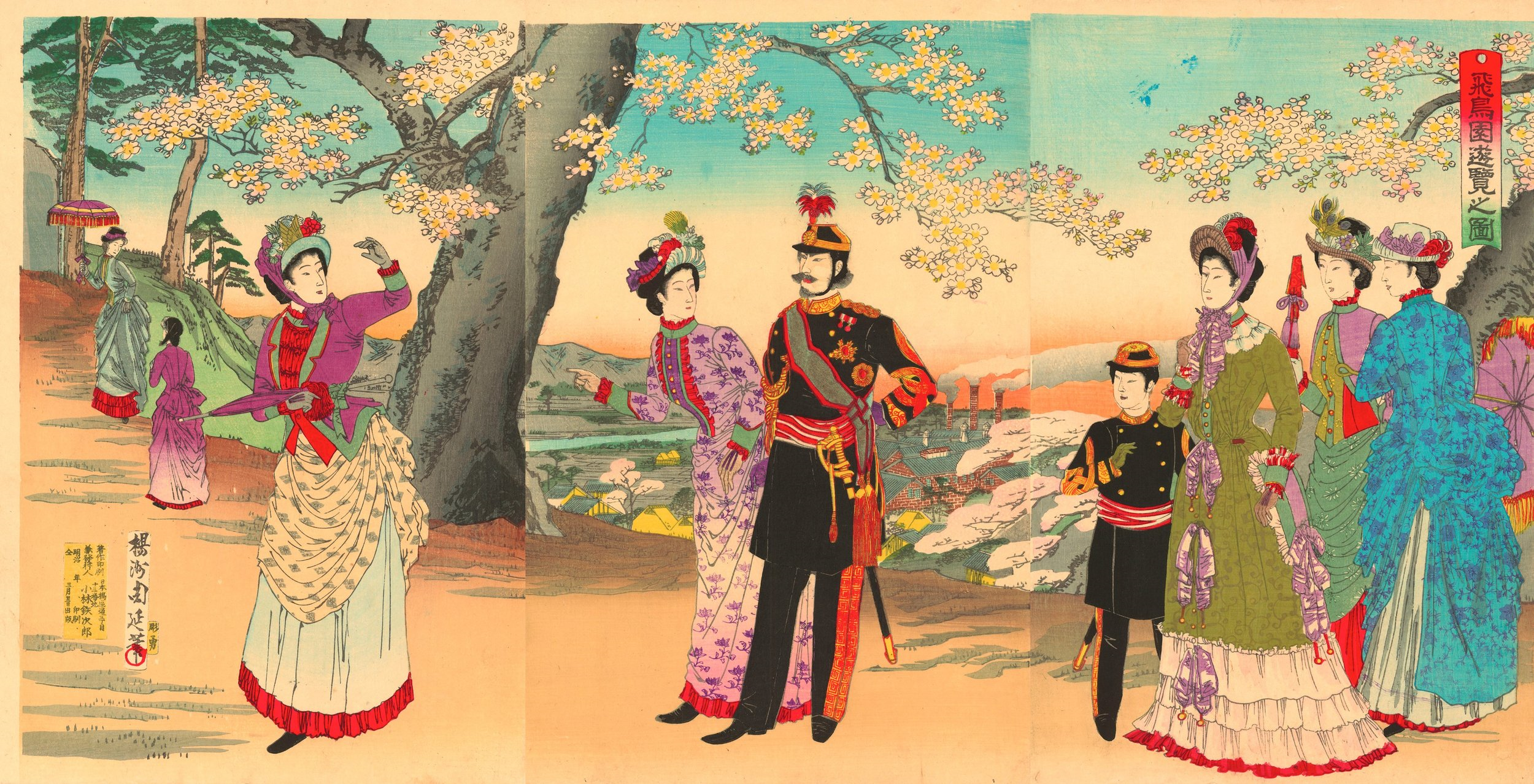
Император Мэйдзи с семейством любуется цветением сливы в парке Асука. Ксилография Тоёхара Тиканобу, 1890

По мнению Р. Элвуда, книга «Дух Дальнего Востока» стала одной из самых важных, но и амбивалентных попыток взаимопонимания культур Запада и Востока. Во время путешествия по Японии 1883—1884 годов Лоуэлл преимущественно пользовался советами Генри Терри, профессора права в Токийском университете, а также Эдварда Морса, зоолога, который одновременно был пионером изучения японского искусства в США. Благодаря Чемберлену и Морсу Лоуэлл познакомился с образованными японцами, говорящими по-английски. В первую очередь это был Мияока Цунэдзиро, который сопровождал корейское посольство в США и путешествовал с Лоуэллом по Корее. В Токио Лоуэлл познакомился с Танекака Сэйкином, в клан которого в Кавагоэ ездил с Морсом. Общался он и с Такамине Хидэо, директором европейской школы в Токио. Лоуэлл отмечал степень вестернизированности своих японских знакомых: так, про Мияока он писал, что тот «стал наполовину европейцем, а вернее сказать — на три четверти». В праздник цветения сакуры Лоуэлл был представлен императорскому семейству. Благодаря неформальной аудиенции он получил право свободного передвижения по всей территории страны, которым в полной мере воспользовался в следующие годы.
Важнейшая идея, положенная в основу «Духа Дальнего Востока», была выражена Лоуэллом ещё в книге о Корее; 13-я её глава именовалась «Безличность как свойство». Именно эта концепция сделала в своё время «Дух Дальнего Востока» известным и популярным, а затем привела к тому, что его не переиздавали. Автор объявил, что западная культура базируется на суверенитете личности, а восточная (японская) — безлична. Это объяснялось на огромном культурологическом материале, в частности, формах японской вежливости и своеобразного обычая в японских семьях не отмечать индивидуальный день рождения. Для Лоуэлла очевидно, что западная индивидуалистическая культура является следствием естественной эволюции, в то время как застывшая восточная культура когда-то перестала эволюционировать. Именно Запад является авангардом человеческого развития. В заключительной главе книги Лоуэлл даже выдвинул концепцию умирающей культуры Востока, причём те же самые метафоры он впоследствии использовал для умирающей цивилизации Марса. Будущее цивилизации, по Лоуэллу, коренится в её мотивации; равным образом, религия есть фактор развития и выживания культуры.

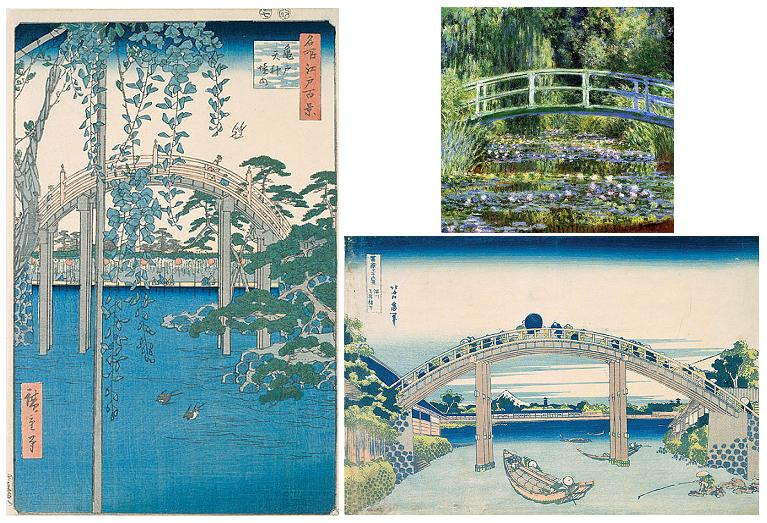
Гравюры Андо Хиросигэ (слева) и Кацусика Хокусая (внизу справа) с изображениями мостиков и «Пруд с лилиями» Клода Моне

Особое место в книге занимали ещё две темы: роль воображения и искусства в культуре, а также вопрос объективной истины и иллюзии. Лоуэлл был одним из первых западных интерпретаторов японского искусства, которое находил чрезвычайно привлекательным. Он объявил, что «современная французская школа» (то есть импрессионисты) развивает японские традиции, что иллюстрировал на примере Хокусая. Сильное влияние на Лоуэлла оказала идеология движения Уильяма Морриса «Искусство и ремесло»; американец даже заявил, что японцы все виды ремёсел подняли до уровня высокого искусства. Впрочем, социалистические взгляды Морриса были Лоуэллу чужды, и он заимствовал только эстетическую доктрину, которую и применил для анализа японского искусства в целом. Это служило отправной точкой для сопоставления искусства и науки как выражения национального духа Востока и Запада. По Лоуэллу, наука и дух науки чужды Дальнему Востоку. Лоуэлл приводил пример с изобретением в Китае пороха:

Катайцы (Cathay) не имеют ни физики, ни химии, ни механики. Все свои изобретения они совершили как люди искусства, а не науки. И как гласят фолианты этой цивилизации, она жгла порох в фейерверках, а не в огнестрельном оружии. И только развитие промышленности на Западе позволило использовать этот предмет для убийства людей, а не времени.
По Лоуэллу, наука невозможна без свободного воображения, культивируемого свободной личностью. Восточное искусство может лишь подражать природе, достигая при этом вершин изящества и эстетизма, но в нём отсутствует индивидуальное начало, которое и создаёт научную рациональность. Лоуэллу были чужды философские доктрины (метафизику он прямо назвал «спекуляцией»), истину он понимал как синоним точного знания, описывающего объективные природные законы. Японцы, по Лоуэллу, неспособны к подлинно научному знанию, их потолок — подражательное собирание коллекций фактов; они никогда не смогут подняться до классификации.

### Второе путешествие: «Ното»

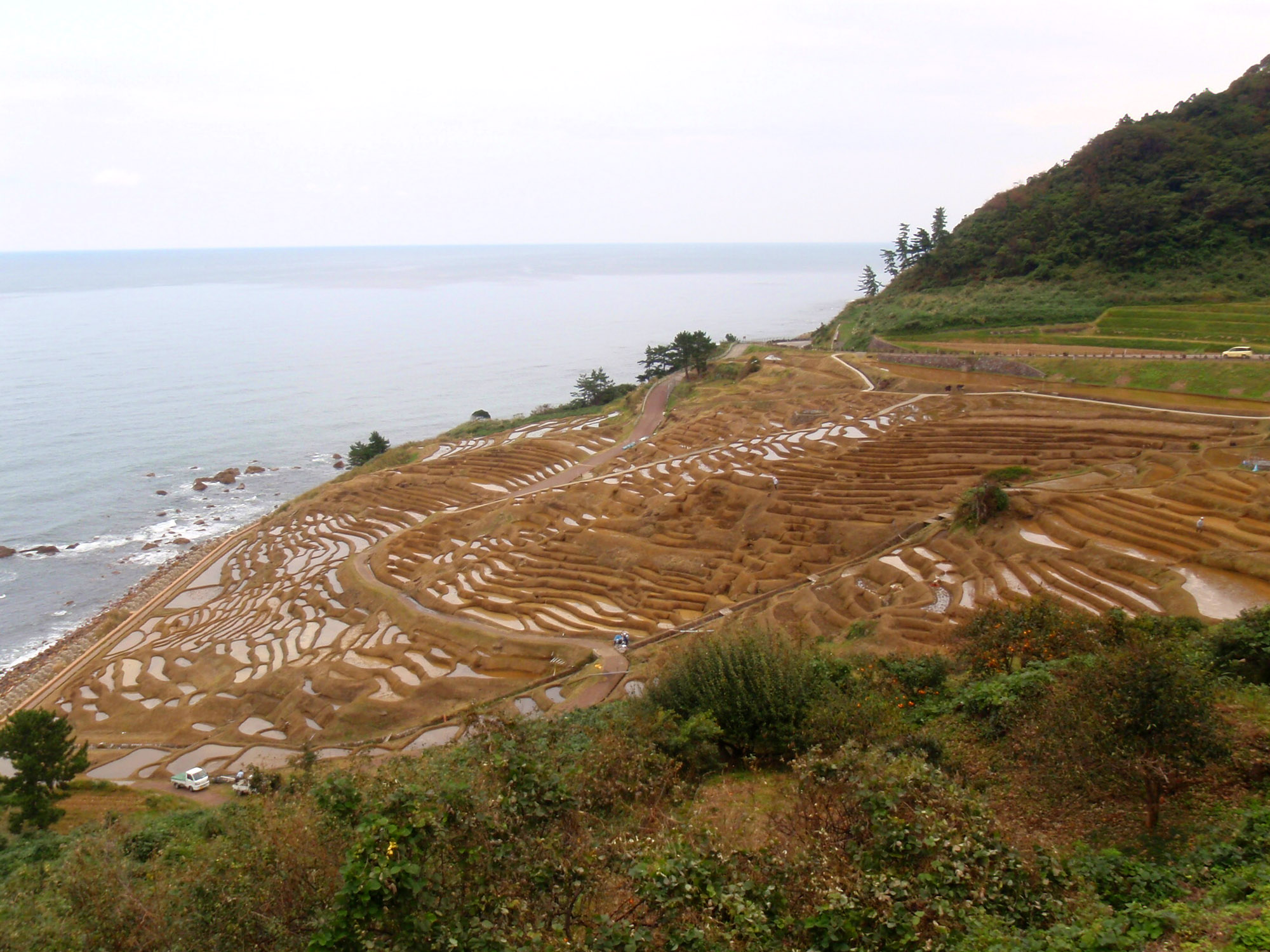
Рисовые террасы в Сироёне (Ното). Примерно такой же вид открывался Лоуэллу и был им описан

В декабре 1888 года Лоуэлл во второй раз отправился в Японию с полуофициальным поручением: на 11 февраля 1889 года намечалось обнародование первой японской конституции. В тот день произошло громкое убийство Мори Аринори, прозападного политика, который был убит фанатиком-самураем. Формальной причиной было попрание Мори традиционных устоев и презрение к традициям: он вошёл в святилище в Исэ, которое разрешалось посещать только лицам императорского дома. Лоуэлл был потрясён и описал эту историю в репортаже для Atlantic Monthly. Далее он отправился на полуостров Ното, который был только что соединён железной дорогой с остальной частью страны и считался для фольклористов богатейшей сокровищницей древних японских обычаев. Этому посещению посвящена книга «Ното», носящая описательный характер, новых авторских идей в ней нет. Летом 1889 года Лоуэлл вернулся в Бостон.
Во время путешествия 1889 года Лоэулл снимал в Токио дом, принадлежавший Масудзима Рокуитиро — директору школы права. Он старался вести образ жизни, к которому привык в Бостоне: во время путешествия 1891 года снимал в Токио дом, в котором было 18 комнат. На праздник цветения сакуры в том же году он общался с русским дипломатом Сенкевичем, но не смог попасть на императорский приём, поскольку не имел японского церемониального облачения, положенного по этикету. Д. Страусс отмечал, что дни Лоуэлла в Японии были заполнены артистическими компаниями, матчами в поло и театром. В одном из писем он вспоминал, как присутствовал на традиционном японском спектакле, который длился 13 часов. Про матч в поло он образно писал, что в нём участвовали «бывшие даймё, которых было столько же, сколько Муз, но играли они как Грации». Заинтересовала его и борьба сумо. При посещении Ното в 1889 году он поневоле был вынужден перейти на японскую диету, о чём писал брату: «из соображения жизни в стране, в которой не существует молока, масла и хлеба и почти нет ни мяса, ни яиц». Однако во время поездки в Корею в 1883 году он нанял для себя в Нагасаки японского повара, который был обучен готовить западные блюда. Равным образом, в Ното Лоуэлл останавливался в японских традиционных гостиницах, но при паломничестве на Фудзи обнаружил в Мияносита отель в европейском стиле, который понравился ему намного больше.

### Третье путешествие: «Оккультная Япония»
В 1890 году Лоуэлл совершил длительную поездку в Европу, а в 1891 году отправился в Японию в третий раз, оказавшийся последним. Причины этого путешествия весьма многообразны и коренятся в теориях, разработанных Лоуэллом. Он ещё более укрепился в своих идеях относительно ландшафта и религии, и активно призывал японцев сохранять свою природу, а особенно леса, поскольку видел, к каким губительным последствиям приводило неразумное хозяйствование в США. Он познакомился с депутатом японского парламента Танака Сёдзо, который до самой своей смерти в 1913 году боролся с загрязнением реки Ватарасе выбросами с медных рудников. Он также заинтересовался вулканами (по Д. Страуссу — «до одержимости»), поднялся на несколько высочайших японских гор, включая Фудзи и Онтаке и даже посетил три действующих вулкана. За восхождение на вулкан Сиране Лоуэлл был принят в альпинистский клуб Аппалачей. При восхождении на Онтаке он познакомился с группой паломников, которые состояли в секте, практикующей трансовые ритуалы. Они согласились описать их и даже воспроизвести дома у Лоуэлла. Новый опыт, казалось, подтверждал ранее созданную теорию, на этот раз Лоуэлла заинтересовали глубинные структуры японского сознания и эзотерические религиозные ритуалы, которые привели к созданию книги «Оккультная Япония», сохраняющей известную ценность для религиоведов.

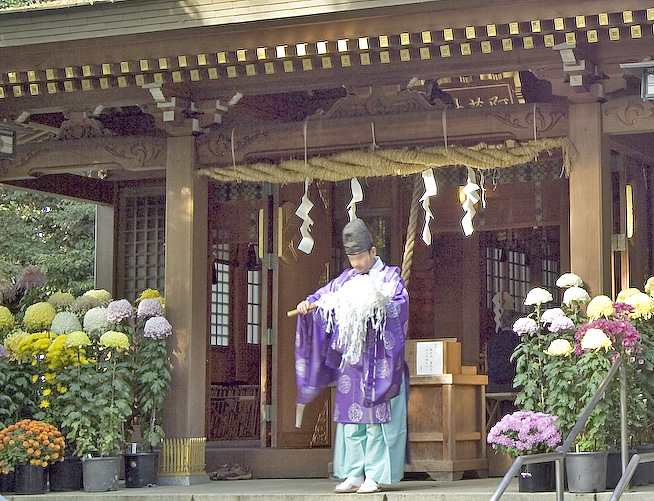
Каннуси в синтоистском святилище

Книга имела подзаголовок «Эзотерическое исследование японской личности и одержимости». Тема эзотеризма, а особенно восточных психопрактик, была популярна во второй половине XIX века, ей отдали дань Фламмарион и Конан Дойль. Лоуэлл, общаясь с паломниками на Онтаке, оказался свидетелем общения человека со сверхъестественными сущностями, что требовало объяснения. Вдобавок, все предыдущие авторы, занимаясь японскими религиями только по литературным источникам, почти не упоминали об оргиастических и трансовых ритуалах (за исключением средневековых отшельников-ямабуси). Исследование ритуалов — как трансовых, так и аскетических — привело Лоуэлла к новому пониманию синтоизма, который он ранее считал лишь примитивным культом предков. Эзотерический синтоизм для Лоуэлла представлялся искусством высочайшего отречения от сознания, которое позволяло вызывать видения «по заказу». Более того, Лоуэллу самому удалось добиться изменения сознания в «лабораторных» условиях (у себя дома под присмотром жреца), что было использовано им для дальнейшей разработки теории о разнице между духом Запада и Востока. В заключительной главе «Оккультной Японии» Лоуэлл заявил, что японский национальный дух имеет женскую природу, а американский — мужскую. Японский дух он сравнивал с леди Макбет, которая была способна переходить от полной подчинённости к крайней экзальтации. Лоуэлл полагал, что это доказывает его теорию японской безличности. Японцы, остановившись в развитии, неспособны к абстрактному мышлению и сохранили больше способностей к изменению сознания, поскольку оно ближе к детскому. Лоуэлл не считал дух отдельным от физического тела феноменом; осознание «Я» в его понимании было следствием культурного и жизненного опыта. В этом плане японцы были ближе к природе, чем американцы.
Лоуэлл пришёл к выводу, что глубинные основания синтоистского учения близки к буддизму, которое он сопоставлял с христианством, и являются не чем иным, как учением японцев о космосе. Буддизм и синтоизм категорически не устраивали Лоуэлла своим пессимизмом и проповедью отказа от личностного начала. Впрочем, Лоуэлл критиковал и христиан за несогласие с дарвиновской теорией (в христианстве он воспринимал лишь его этическую сторону, поскольку был приверженцем унитарианства). Распространившиеся на Западе спиритуализм и теософия раздражали Лоуэлла отказом от рационализма. Религиозные экскурсы необходимы Лоуэллу для обоснования патернализма японского общества и того, что демократические институты являются наносными в феодальном по своей природе социуме. Социальную иерархию Лоуэлл переносил и на японскую религию: синтоизм сосредоточен только на человеческих страстях, конфуцианство — на моральной системе и лишь буддизм занимается вопросами души. Буддизм Лоуэлл сопоставлял с христианством ещё и из-за наличия в обеих религиях экзотерической доктрины — для широких масс, и эзотерической — доступной немногим избранным.
Японоведческие труды Лоуэлла высоко ценили признанные знатоки японской культуры — Бэзил Чемберлен и Лефкадио Хирн. Хирн даже совершил путешествие на полуостров Ното по следам Лоуэлла и всячески пропагандировал его книги, даже среди самих японцев. В то же время Хирна не устраивала спенсерианская идеология, положенная Лоуэллом в основу своих исследований. Напротив, Бэзил Чемберлен, приглашённый профессор литературы Токийского университета, цитировал Лоуэлла в своей антологии 1902 года и полностью согласился с его теорией «обезличенности» японской культуры. В 1891 году Лоуэлл был избран в Американскую академию наук и искусств по разряду литературы, а спустя 11 лет он был переведён в разряд математики и астрономии.

## Астрономические наблюдения и теории (1894—1916)

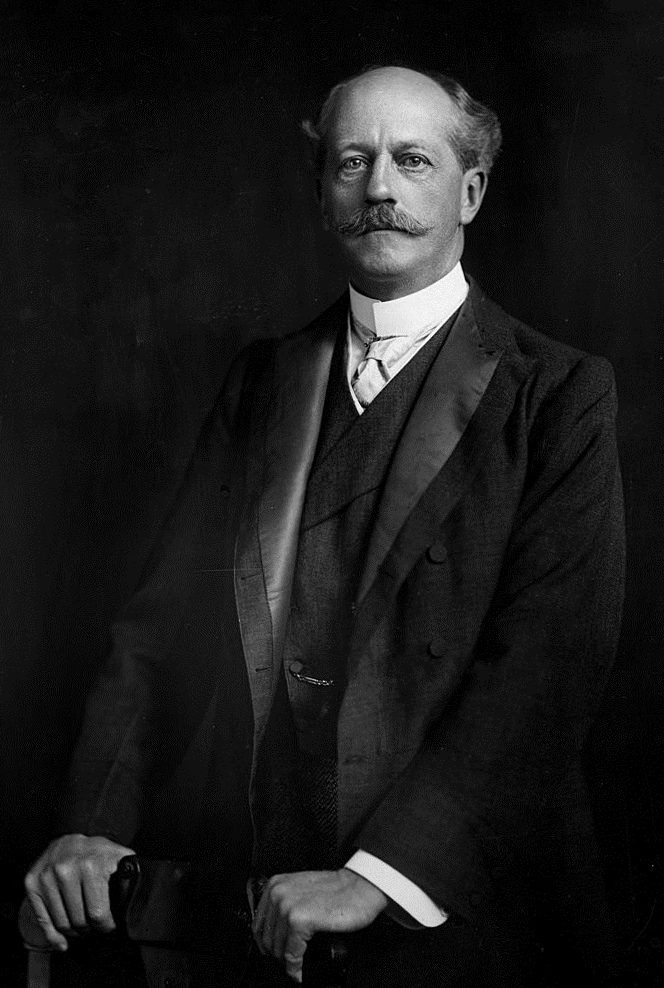
Персиваль Лоуэлл в 1900-е годы

### Персиваль Лоуэлл — спенсерианец
По мнению Д. Страусса, работы Лоуэлла как востоковеда и астронома явились своего рода реализацией космического эволюционного проекта Герберта Спенсера. Лоуэлл полностью принял спенсеровскую концепцию космоса как рациональной системы, управляемой законом эволюции, которому равно подчиняются природа и социум. Доказательства эволюционной схеме Спенсера он увидел во время путешествий в Азию, а затем — в процессе поиска внеземной жизни. Хотя он посвятил исследованию японских сект не более года, а Марсу — 22 года, они в равной степени были важны как источник фактов в его теории. Энтузиазм Лоуэлла имел как эстетические, так и прагматические причины. Именно теория Спенсера позволяла воспринимать мироздание как законосообразный и имеющий цель процесс, постижение законов которого позволяло понять логику всех явлений. Одновременно эта теория давала Лоуэллу «власть» исследовать даже не связанные между собой явления, которые всё равно составляют единое целое. Спенсер рассматривал астрономию (космологию) как основополагающую дисциплину, образец научного знания. Лоуэлл, будучи «генералистом», а не специалистом, находил в этом оправдание собственным теоретическим изысканиям и возможность привлекать профессионалов смежных специальностей. Поскольку природный мир и мир общества развиваются по одинаковым законам, Лоуэлл мог с полной отдачей заниматься исследованиями во всех областях физики и культурологии, к которым испытывал склонность.
Спенсерианство, однако, обеспечило Лоуэлла теоретическим механизмом для доказательства существования внеземной жизни. Спенсеровская версия небулярной гипотезы предусматривала общность геологических и биологических процессов на всех планетах, что означало одинаковые формы и темпы эволюции на Земле и Марсе. С теориями Спенсера Лоуэлл познакомился ещё в 1870-е годы, как по публикациям «Синтетической философии», так и в популярном изложении Эдварда Юманса в Popular Science. Глубоко он погрузился в теорию уже в 1880-е годы в Японии, когда пытался примирить ощущаемое им господство Запада на Востоке и разочарование в индустриальном обществе, которое несло деградацию рабочего населения и упадок культуры. Последнее удалось преодолеть на основе спенсеровского предпочтения «прогресса» перед «традицией». В 1891 году он познакомился в Токио с «Философским базисом эволюции» Джеймса Кролла и писал Уильяму Лоуэллу Патнэму: «эта схема приведёт меня к расцвету».

### Основание Лоуэлловской обсерватории

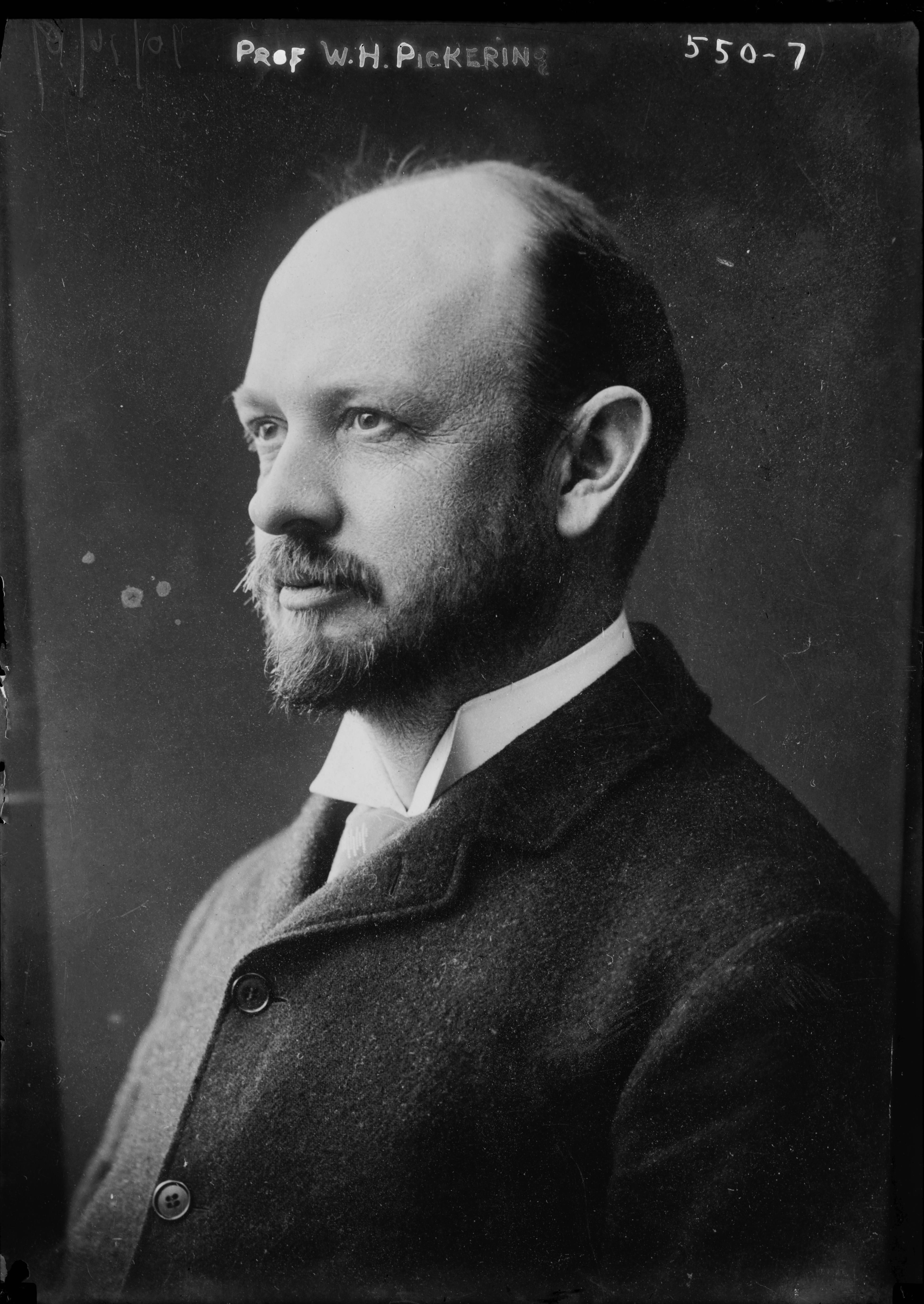
Уильям Пикеринг. Фото 1909 года

Ещё в 1890 году Лоуэлл познакомился с Уильямом Пикерингом, направленным Гарвардской обсерваторией для спектральных наблюдений в Арекипу; его наблюдательная станция располагалась на высоте 2470 метров над уровнем моря и была оснащена 33-сантиметровым рефрактором. Сам Пикеринг вместо звёздной астрономии занимался наблюдениями Марса и в сентябре — октябре 1892 года объявил о сенсационных открытиях, в частности, горных цепей в южнополярном регионе и около 40 озёр. Пикеринг также объявил, что отчётливо наблюдал «каналы», ранее увиденные Скиапарелли, и заметил, что они простираются по поверхности не только «континентов», но и «морей». Пикеринг также перевёл на английский язык «Популярную астрономию» Фламмариона. Вернувшись из Японии, в 1892 году Лоуэлл, будучи членом наблюдательной комиссии Гарвардской обсерватории, попросил у её директора — Эдуарда Пикеринга — марсианские зарисовки, сделанные его братом в Перу. Осенью того же года Лоуэлл затребовал через Пикеринга материалы Скиапарелли. В ноябре, находясь с инспекцией в обсерватории, он с увлечением осваивал оборудование для астрономического фотографирования; во всех его начинаниях братья Пикеринги всегда шли навстречу. Немалую помощь оказал также кузен Лоуэлла Эббот Лоуренс Ротч, выпускник Массачусетского технологического института, который на свои средства открыл в 1885 году метеорологическую обсерваторию Блю-хилл. Ротч с 1889 года сотрудничал с Пикерингом по вопросам поиска мест с наилучшим астроклиматом и сопровождал Уильяма в экспедиции в Калифорнию на Маунт-Уилсон и в Перу. После конфликта братьев Пикерингов в 1893 году Уильям уволился и искал возможность реализации собственных амбициозных проектов. Вместе с Ротчем они наблюдали в Чили полное солнечное затмение 16 апреля 1893 года.
Имеющиеся документы не позволяют судить, когда именно Лоуэлл принял решение нанять Пикеринга. В 1891—1892 годах он всё более и более погружался в вопросы астрономии, а на пути из Японии в Бостон побывал в Ликской обсерватории и в Чикаго, где велись наблюдения двойных звёзд. Известная легенда гласит, что на Рождество 1893 года тётка подарила ему книгу Фламмариона о Марсе, но, во всяком случае, Персиваль Лоуэлл принял решение посвятить всё своё время исследованиями этой планеты. Позднее распространилась также легенда, что Лоуэлл «подхватил знамя» исследований Скиапарелли, поскольку у того стало слабеть зрение. 17 января 1894 года Уильям Пикеринг поступил на работу к Лоуэллу вместе со своим ассистентом по Арекипе — Эндрю Дугласом.

Общий план Лоуэлловской обсерватории во Флагстаффе, 1994

Буквально через неделю Лоуэлл и Пикеринг разработали план экспедиции в Аризону, 24 января Пикеринг сделал заказ на требуемые геодезические инструменты. Сохранилось 27 писем Лоуэлла к Уильяму Пикерингу за один только январь, из которых следует, что с самого начала наметился конфликт с дирекцией Гарвардской обсерватории. Эдуард Пикеринг рассчитывал создать наблюдательную станцию на Западе США в местности с горным климатом, о чём появились публикации в прессе, в то время как Лоуэлл ни с кем не собирался делиться властью. На первых порах он даже думал отправиться в Арекипу, но 1 марта официально объявил о начале Аризонской астрономической экспедиции. Местная пресса в Аризоне постоянно связывала Пикеринга и Дугласа с Гарвардом и 15 марта Лоуэлл телеграфировал: «Называйте её просто Лоуэлловской обсерваторией». К тому времени не было определённости с местом для наблюдений: Дугласа отправили на север — к Прескотту и Флагстаффу, а сам Пикеринг выбирал между Тумстоуном и Финиксом. Не обошлось без конфликтов, и в конце концов в условиях цейтнота остановились на подготовке места для телескопа во Флагстаффе. В конце жизни Дуглас заявил, что избрал Флагстафф только потому, что там были лучшие салуны на всём Дальнем Западе. Летние письма Пикеринга матери и брату были почти эйфорическими под впечатлением от умения Лоуэлла наладить снабжение и решать сложные вопросы. Лоуэлл заказал 18-дюймовый рефрактор для наблюдений, а на первое время использовали 12-дюймовый, заимствованный у Гарвардской обсерватории.

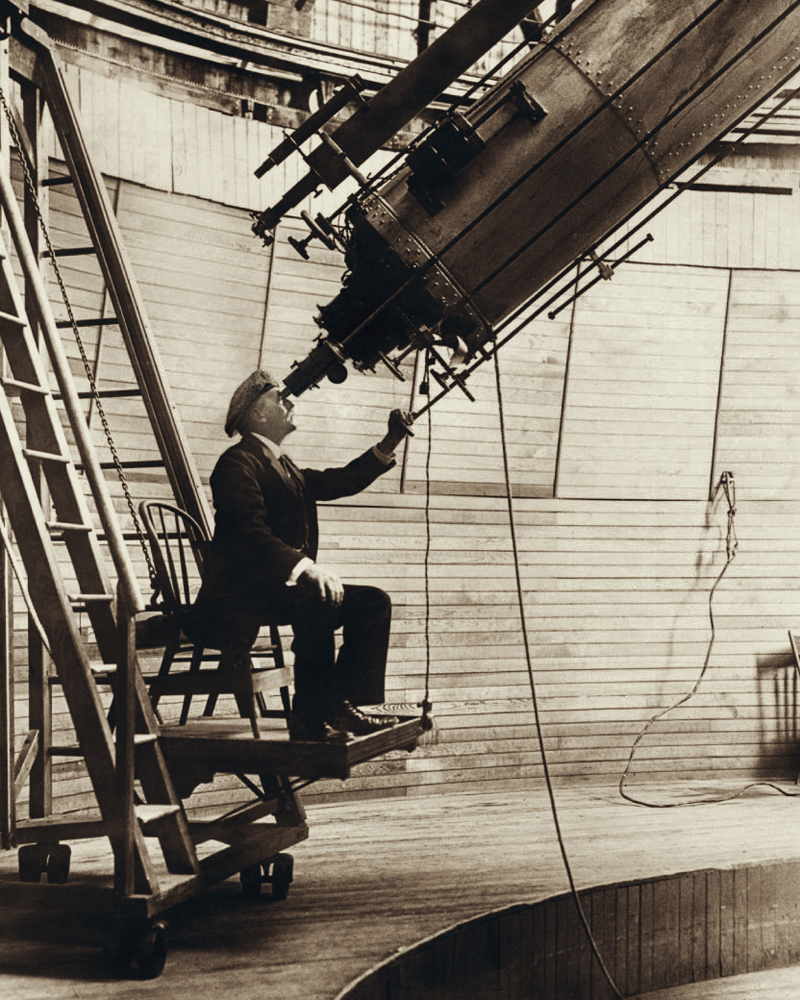
Лоуэлл наблюдает Венеру в 24-дюймовый телескоп

Лоуэлл прибыл во Флагстафф 28 мая и уже 1 июня приступил к наблюдениям. Его первые записи содержат слово «пустыня». 7 июня Лоуэлл и Пикеринг зафиксировали первый «канал» — Лету. После месяца наблюдений Лоуэлл вернулся в Бостон, а Пикеринг и Дуглас продолжили работу. Дуглас подтвердил чилийские наблюдения, согласно которым «каналы» пересекали и марсианские «моря». Сам Пикеринг пытался измерить поляризацию света от южной полярной шапки Марса, но результатов не получил. Противостояние должно было начаться в октябре, но даже к тому времени было неясно, будет ли это «астрономический пикник» или постоянно действующий институт. По совету Дугласа Лоуэлл распорядился прекратить наблюдения весной 1895 года и найти лучшее место. Наконец, к весне 1895 года был найден Марсианский холм, на котором было принято решение строить постоянную обсерваторию. Для неё Лоуэлл заказал 24-дюймовый телескоп — четвёртый по величине в США того времени. Весной 1895 года Лоуэлл совершил поездку в Париж и вступил во Французское астрономическое общество, а также совершил поездку в обсерватории в Алжире и побывал в Сахаре. В 1896 году предстояло очередное противостояние, и Лоуэлл начал переговоры с Томасом Джефферсоном Джексоном Си о вступлении в штат его обсерватории. Атмосферные условия Флагстаффа не устраивали Лоуэлла и Дугласа, и было принято решение на время противостояния организовать экспедицию в Мексику; впоследствии оказалось, что ни одно из обследованных там мест не превосходило Аризоны. Телескоп на Марсианском холме был установлен в декабре 1896 года. В 1896 году в штат обсерватории, кроме Пикеринга, Дугласа и Си, были приняты молодые выпускники университета Д. Дрю и У. Когшал. Можно было приступать к систематическим исследованиям Меркурия и Венеры. Си и Лоуэлл также строили планы о строительстве дублирующей обсерватории в Арекипе, которая позволит охватить всё звёздное небо. Однако в 1897 году Лоуэлл пережил тяжёлый нервный срыв и астрономические работы временно сократились до минимума. В 1898 году Уильям Лоуэлл Патнэм запретил Дугласу любые «радикальные перемены». В итоге экспедиция в Арекипу состоялась только в 1909 году и не привела к расширению обсерватории.
Деловые навыки, полученные в молодости, Лоуэлл с успехом использовал при создании и управлении своей обсерваторией. Он использовал модель единоличного управления, которую разработал его двоюродный дядя Джон при основании Лоуэлловского института. После 1897 года дела обсерватории Лоуэлл передал У. Лоуэллу Патнэму. В дальнейшем обсерватория рассматривалась как общее достояние семейства Лоуэллов, в неё делали вложения все родственники. Лоуэлл хорошо зарабатывал — к 1894 году его доходы достигали 25 000 долларов в год, но поездки в Аризону и основание обсерватории поглотили 2300 долларов за четыре месяца. Приобретение 24-дюймового рефрактора Кларка в 1896 году обошлось ему в 20 000 долларов, и это не считая семимесячной экспедиции в Мексику. После кончины отца в 1900 году за счёт наследства доходы Лоуэлла возросли до 100 000 долларов в год, но соответственными стали и расходы. Одни только расходы на строительство поместья во Флагстаффе (с 25-комнатным домом) на момент его кончины составили около 2 миллионов долларов. Сохранившиеся бухгалтерские книги показывают, что расходы на обсерваторию в 1903—1908 годах стабильно держались на уровне 10 000 долларов в год. Эти суммы не включают содержание сотрудников и личные поездки Лоуэлла из Бостона во Флагстафф и обратно. В 1907 году в 3500 долларов обошлась экспедиция в Южную Америку, а в 1909 году за 10 800 долларов был приобретён 40-дюймовый рефлектор. В 1906 году Лоуэлл рассматривал вариант приобретения 84-дюймового рефлектора за 55 000 долларов. Став профессором Массачусетского технологического института, в 1902 году он получил 10 000 долларов, но большая их часть ушла на проведение совместной с Лоуэлловской обсерваторией экспедиции на поиск мест с наилучшим астроклиматом. Непосредственно делами он почти не занимался, доверяя расчёты и наблюдения Слайферу и Лампланду, но сила его личности была такова, что сотрудники не мыслили своей деятельности без основателя обсерватории.

### Теории 1895—1908 годов

#### «Марс и его каналы»

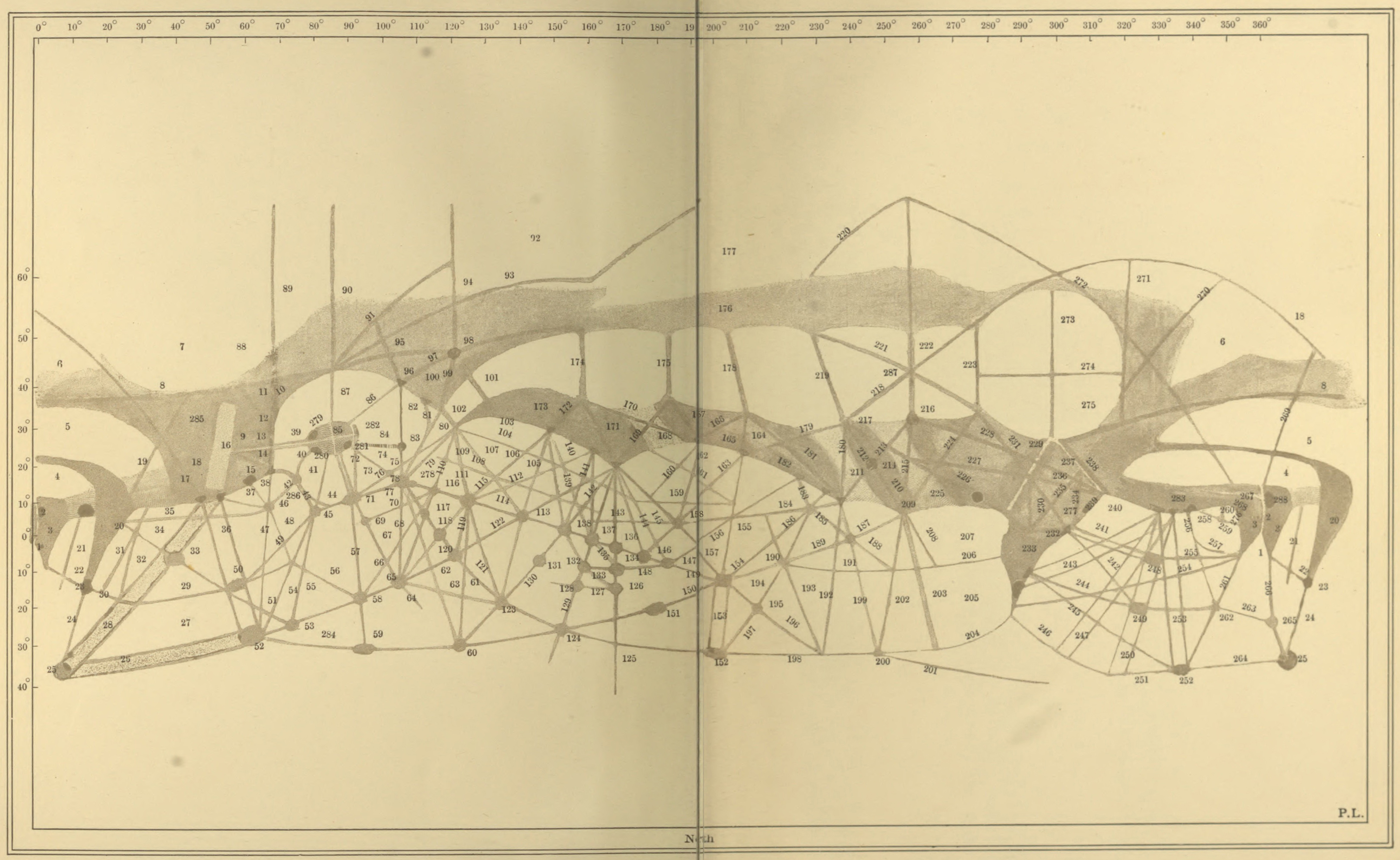
Марсианские каналы на карте Лоуэлла из книги «Марс» (издание 1896 года)

Первая книга, подытожившая взгляды Лоуэлла, увидела свет уже в 1895 году. Книга «Марс» стала затем источником многочисленных журнальных публикаций, как самого Лоуэлла, так и его последователей, но сразу было видно её отличие от его японоведческих трудов. Книга являлась детальным дневником астрономических наблюдений, но, с другой стороны, содержала принципиально нефальсифицируемые (в терминологии Поппера) сведения. Важнейшей задачей Лоуэлла было доказать приемлемость климатических условий на планете, поскольку тестовые испытания спектроскопа на Ликской обсерватории в 1894 году показали полное отсутствие на Марсе водяного пара. Лоуэлл не жалел выражений, чтобы описать особенности марсианской природы, которая не знает резких колебаний климата. Единственный раз он более или менее подробно остановился на внешнем виде обитателей Марса — согласно Д. Долану, это было реминисценцией на Фламмариона, населившего красную планету крылатыми существами. По Лоуэллу, ход эволюции был одинаков на Земле и Марсе, соответственно, биология и биохимия землян и марсиан сходны; последним требуется пища, а чтобы её выращивать — требуется вода. Марс — сухая планета (Лоуэлл подсчитал, что воды там в 200 000 раз меньше, чем на Земле), история которой намного более длительная, поэтому марсиане намного обогнали землян, а искусственное орошение является главным приоритетом их цивилизации. Марсианские каналы (к 1895 году Лоуэлл насчитал их 183) — это объективно существующие искусственные сооружения, служащие для переноса талых полярных вод в умеренные и экваториальные зоны планеты. Лоуэлл рассчитал, что потемнение линий каналов при наступлении марсианской весны идёт быстрее, чем если бы вода текла естественным образом; он считал это важнейшим доказательством разумной жизни на Марсе и искусственной природы его каналов.
Оправившись от приступа неврастении, в 1898 году Лоуэлл объявил о новой кампании по сбору доказательств существования разумной жизни на Марсе. Он нанял на работу Весто Слайфера, который был отличным специалистом по астрономической спектроскопии; можно было рассчитывать на получение новой информации о наличии на Марсе водяных паров. Кроме того, Лоуэлл испытывал иррациональную уверенность, что пустыня на Марсе очень напоминает Аризонскую пустыню во Флагстаффе и само расположение его обсерватории способствует правильному пониманию природы Красной планеты. Ещё в 1895 году Лоуэлл и Дуглас провели ряд экспериментов с дисками и натянутой проволокой, исследуя в земных условиях возможности человеческого зрения. Результатом стала ссора и увольнение Дугласа в 1901 году. Эксперименты были продолжены в 1901 и 1903, а затем были повторены в 1908 году. Далее Лоуэлл включился в полемику о лучших инструментах и условиях для наблюдений и отстаивал точку зрения, согласно которой для планетных исследований лучше всего подходят средних размеров рефракторы. Впрочем, в 1905 году Лоуэлл и К. Лампланд объявили об открытии 172 звёзд, результаты были опубликованы в 6 журналах, как научных, так и популярных. Ни в одной из этих публикаций не было ни слова об атмосферных условиях, в которых велись наблюдения.

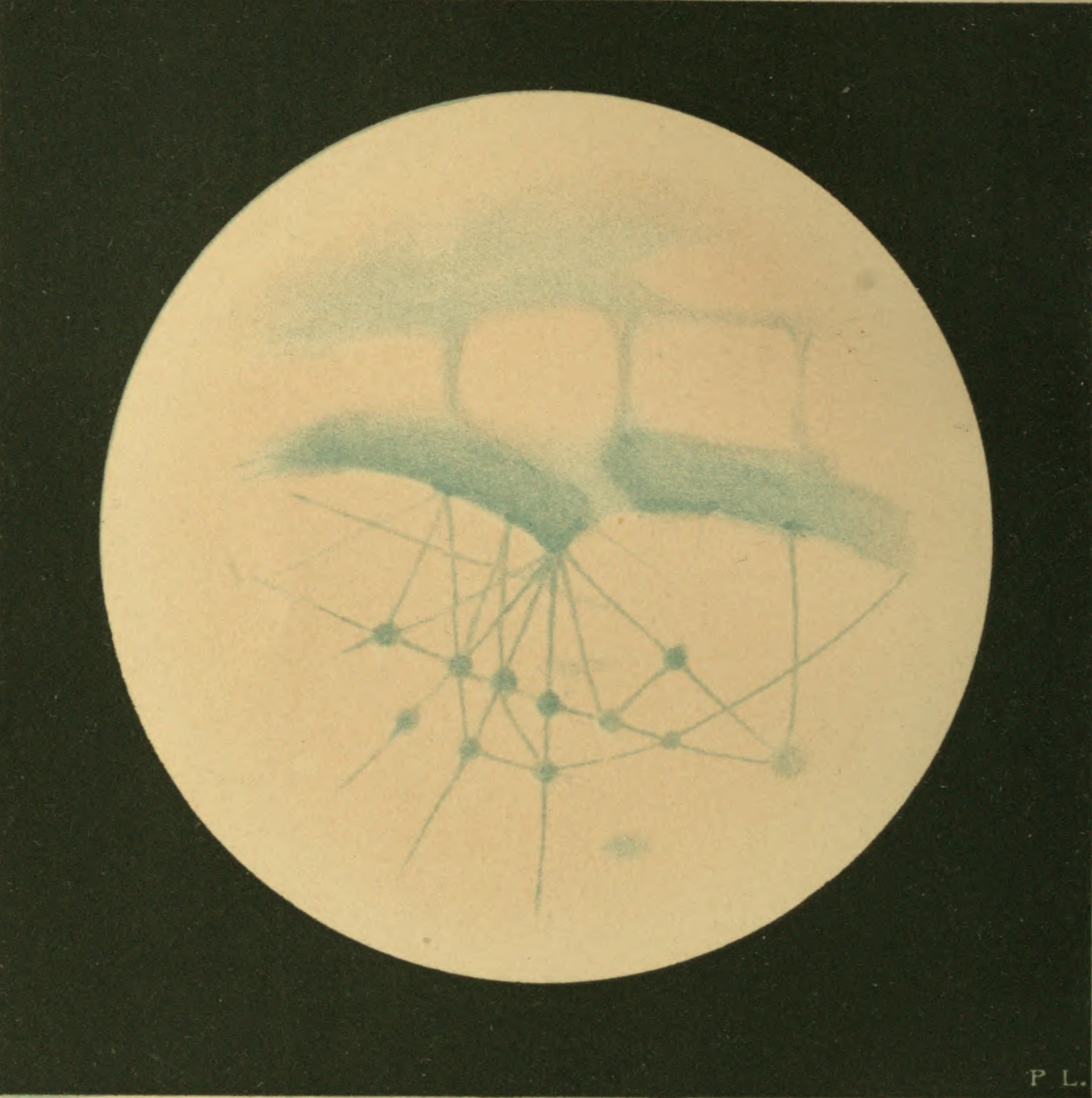
Цветная иллюстрация Марса с каналами и оазисами, 1894

В 1902 году Лоуэлл прочитал серию лекций в Массачусетском технологическом институте; их тексты составили в следующем году небольшую книжку «Солнечная система». Марсу там была посвящена одна глава, содержание которой представляло собой изложение книги 1895 года. В 1906 году последовала публикация книги «Марс и его каналы», из которой были по возможности удалены все спекулятивные рассуждения о марсианской цивилизации. Однако данная книга демонстрирует другие особенности мышления Лоуэлла. В первой главе — «Об исследовании» — проводилась параллель между экспедицией в земных условиях и телескопическими наблюдениями в обсерватории. Там же впервые вводилась теория опустынивания, развитая Лоуэллом позже. Собственно наблюдениям за Марсом была посвящена XIV глава. В основном речь шла об особенностях марсианского климата и изменениях цвета его поверхности, которые Лоуэлл истолковал как сезон вегетации. Собственно каналам была посвящена вся вторая часть книги. Здесь было объявлено о явлении «удвоения каналов», которое якобы удалось зафиксировать в 1903 году К. Лампланду на серии фотографий (500 фотографий и 38 двойных каналов). Также Лоуэлл описал так называемые «оазисы» — точки пересечения каналов. Репродукций фотографий приведено не было и быть не могло: на маленьких изображениях можно было разобрать пять-шесть неясных линий, а не сотни тончайших нитей, образующих глобальную сеть. Некоторые иллюстрации были цветными.
Чем дольше Лоуэлл наблюдал Марс, тем больше видел каналов. В 1895 году в списке каналов он констатировал, что наблюдал только 70 из 113 линий, обозначенных на картах Скиапарелли. К 1908 году общий список каналов достиг 437. К 1906 году были обнаружены каналы, пересекающие экваториальную зону, что согласно Лоуэллу свидетельствовало об их искусственном характере. Это требовало доказательства, что поверхность Марса весьма ровна и лишена гор, что и было сделано в книге Лоуэлла. Тёмные пятна, зафиксированные предыдущими наблюдателями и интерпретированные как горные районы, Лоуэлл объявил облачными скоплениями, носящими временный характер.

#### «Марс как обитель жизни»
В 1908 году была выпущена в свет последняя книга Лоуэлла о Марсе — «Марс как обитель жизни» (Mars as the Abode of Life). В анонимном предисловии разъяснялось, что это — восемь публичных лекций, прочитанных в Лоуэлловском институте по приглашению его попечителей. Далее их текст был напечатан в Century Magazine и, наконец, выпущен отдельной книгой. Принципиально важным было в этой книге иное:

В названии лекций упоминается лишь Марс, но их содержанием является планетная эволюция вообще, и настоящая книга говорит о том, чем проф. Ловелл занимается давно и чего лишь частью является его исследование Марса: она говорит об исследовании зарождения и развития того, что мы называем миром — не простого накопления вещества, но и того, что это накопление неизбежно влечёт. Эту область, которая связует гипотезу первичной туманности с теорией Дарвина и заполняет разрыв эволюции между ними, проф. Ловелл назвал планетологией. Это есть история индивидуальной жизни каждой планеты. Именно в этом свете рассматривается здесь Марс: каким путём он пришёл к тому, что он есть, и каким образом возникли в этом процессе различия между ним и Землёй.
По Лоуэллу, все небесные тела возникли из первоначальной газовой туманности. По мере конденсации их раскалённое вещество остывало, следовательно, и жизнь небесного тела напрямую зависит от его размеров. Планеты Солнечной системы эволюционируют в одном направлении. Стадии эволюции, по Лоуэллу, таковы:
1. Стадия солнца (англ. The Sun Stage): планета раскалена настолько, что обладает собственным световым излучением.
2. Расплавленная стадия (англ. The Molten Stage): планета ещё горяча, но уже не обладает самосвечением.
3. Стадия отвердевания (англ. The Solidifying Stage): формируется твёрдая поверхность планетной коры. Формируются океанические бассейны. Геологически — это эра метаморфических горных пород.
4. Земноводная стадия (англ. The Terraqueous Stage): формируются осадочные породы.
5. Безводная стадия (англ. The Terrestrial Stage): начинается иссыхание океанов.
6. Безжизненная стадия (англ. The Dead Stage): улетучивается атмосфера.

Каждая планета должна проходить через эти стадии. Нептун, Уран, Сатурн и Юпитер находятся на стадии 2, Земля — на стадии 4, Марс — на стадии 5, и на стадии 6 — Луна и крупные спутники планет.

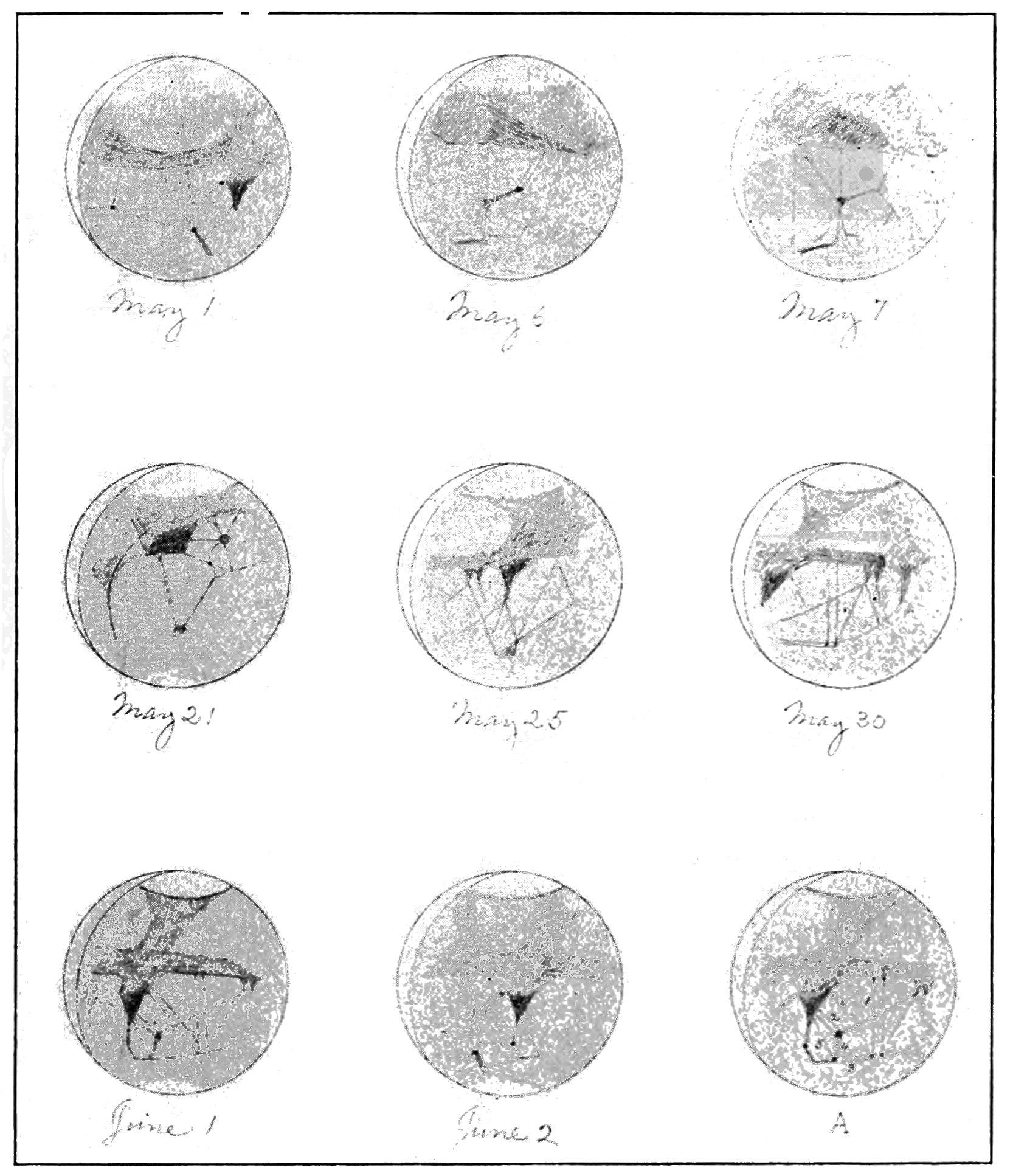
Последовательные зарисовки Марса 1907 года

По мнению Лоуэлла, Марс, будучи меньше Земли, остыл раньше, развивался быстрее и находится на той стадии эволюции, через которую Земле суждено пройти в очень отдалённом будущем. В этом отношении Марс «играет для Земли роль пророка». Марс по своей величине занимает среднее место между Землёй и Луной, это справедливо как для их геологического строения, так и количества влаги. На Земле почти 3/4 поверхности покрыты водой, на Луне — сплошная пустыня. На Марсе соотношение пустыни и орошённых земель обратно пропорционально: пустынь столько же, сколько на Земле океанов. Таким образом, тёмные «моря» Марса по Лоуэллу — области, покрытые растительностью. Доказательством этого является изменение их вида в разные времена года; они бледнеют зимой и становятся особенно тёмными к середине лета. Вероятно, единственным источником воды, поддерживающим растительность на всём Марсе, являются полярные снега. Сеть каналов является созданием живых существ, которые по разуму и технической мощи настолько же превосходят людей, насколько гигантская «канализация» Марса превосходит земные каналы. Обитатели погибающего от высыхания мира предприняли все меры, чтобы сохранить скудный запас воды на планете. Собственно каналы земным наблюдателям не видны, поскольку видимые на Земле линии и полоски в марсианской реальности имеют ширину в десятки миль и тянутся на тысячи миль. Потери воды на испарение были бы в этом случае слишком велики; с Земли наблюдается лишь полоса орошённой и покрытой растениями почвы, собственно канал узок и проходит посередине. Волна потемнения и визуализации каналов, распространяющаяся на Марсе каждую весну от полюса к экватору, означает оживление растительности, «весенний румянец, который разливается по лицу планеты, пробуждающейся от зимнего сна». На Земле волна вегетации распространяется в противоположном направлении, от экватора к полюсам; земная растительность оживает с усилением солнечного нагревания, на Марсе — с появлением воды, которая орошает сначала полярные области, а затем экваториальные.
Завершается книга на высокой ноте, которая, впрочем, по Д. Долану, отдаёт демагогией: существование высокоразвитой марсианской цивилизации доказано. Она намного обошла земную на эволюционной лестнице, при этом вопрос о связи с ней пока не может быть решён наукой положительно.

Но существование этой жизни наводит нас и на размышления более грустного характера: она скоро, с космической точки зрения, отойдёт в вечность. <…> Процесс, приведший планету к её нынешнему состоянию, должен идти вперёд до рокового конца, пока не погаснет последняя искра жизни на Марсе. Несомненное высыхание планеты будет продолжаться, пока, наконец, поверхность её уже не будет в состоянии поддерживать жизнь. Медленно, но верно время загасит её. Когда потухнет последняя искра, планета будет катиться мёртвым шаром в пространстве и её эволюция будет навеки закончена.

### Поиск «Планеты X»

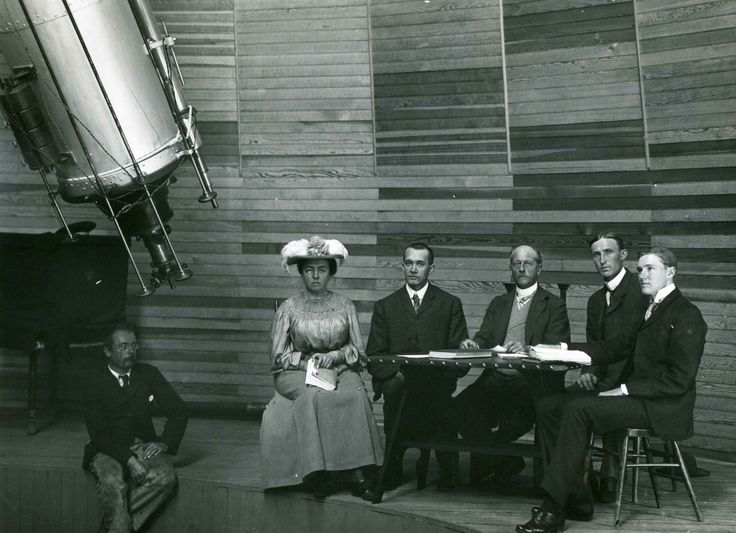
Команда Лоуэлла у 24-дюймового телескопа. Слева направо: Г. Гусси, Л. Леонард, В. Слайфер, П. Лоуэлл, К. Лампланд и Д. Дункан. Фото 1905 года

Большую часть своего времени Лоуэлл проводил в Бостоне, ведя привычный светский образ жизни. В основной круг его общения входили Эдвард Морс — зоолог и японист, директор Музея Пибоди, член Национальной академии наук, а также Джордж Агассиз — внук одного из основателей Американской академии наук; в 1891 году он сопровождал Лоуэлла в его экспедиции к японским вулканам. Агассиз состоял в палате попечителей Гарвардского университета и возглавлял Гарвардский зоологический музей, не чужд он был и любительской астрономии. Лоуэлл дружил с Дэвидом Тоддом — профессиональным астрономом, одним из немногих, кто не сотрудничал с Лоуэлловской обсерваторией, но защищал теорию каналов. Тодд также интересовался Японией и побывал в этой стране в 1887 и 1896 годах. Однако после наблюдений в Чили в 1907 году Тодд перестал относиться к Лоуэллу серьёзно. Морс провёл две недели во Флагстаффе во время противостояния Марса в 1906 году и даже дал убедить себя, что действительно наблюдал каналы. Агассиз — главным образом как инвестор — провёл несколько недель в обсерватории в 1907 и 1909 годах, но чаще бывал в офисе Лоуэлла в Бостоне. Друзья помогали продвигать теории Лоуэлла, добились его избрания приглашённым профессором Массачусетского технологического института и, так сказать, «освящали» своим академическим статусом его идеи. В 1909 году вышла последняя книга Лоуэлла «Эволюция миров», в которой важнейшее место занимала теория поиска занептуновой «Планеты X». Стиль её несколько менее спекулятивен, чем в «Обители жизни», хотя между выходом предыдущей книги и первой из нового цикла лекций прошла всего пара месяцев. Результатом стала изоляция Лоуэлла со стороны астрономического сообщества, что повергло его в депрессию. Впрочем, его статьи не принимались в «Астрофизический журнал» ещё с 1895 года. Ему не удалось добиться подключения своей обсерватории к Гарвардской телеграфной сети для немедленного обмена новостями и перепроверки полученных результатов, на выборах 1910 года не удалось добиться избрания К. Лампланда в Американскую академию наук и искусств.
Во время подготовки к международному исследованию кометы Галлея в 1910 году многие члены Международного общества исследователей Солнечной системы прибыли в США и изъявили желание посетить Флагстафф. Лоуэлл тогда вновь конфликтовал с Гарвардом из-за подключения к его телеграфной сети, и гостей принимали Слайфер с Лампландом. Комета также не добавляла настроения главе обсерватории, поскольку ставила его перед дилеммой: смирить гордость и включиться в международный проект (фотографирование кометы координировало Американское общество содействия развитию науки) или работать самостоятельно. В том же 1910 году Лоуэлл объявил, что рассчитал положение «Планеты X» и начал её фотографический поиск на основе звёздных карт Фламмариона и Пикеринга. Он даже объявил, что девятой планете требуется 282 земных года для оборота вокруг Солнца, а в телескоп она будет видна как тусклое светило 12-й или 13-й звёздной величины. 5-дюймовый астрограф оказался неподходящим для этих целей, и с 1913 года использовали 9-дюймовый. Именно на этом аппарате в 1915 году был сфотографирован Плутон, но эти снимки были идентифицированы только после его открытия в 1930 году. Отсутствие видимых результатов привело Лоуэлла к идее сделать более точные расчёты, с 1909 года у него появился ассистент, а к 1912 году в его бостонском офисе работали четверо математиков. После открытия Клайда Томбо оказалось, что Плутон располагался совсем недалеко от рассчитанного Лоуэллом положения «Планеты X». В 1913 году Весто Слайфер обнаружил, что некоторые диффузные туманности, например, туманность вокруг Меропы в Плеядах, имеют спектр, схожий со спектром звёзд. Для Лоуэлла это было решающим доказательством правоты небулярной гипотезы, которой он придерживался.

### Женитьба. Последние годы жизни (1908—1916)
Несмотря на то, что ещё в молодости Лоуэлл отверг брак с равной по происхождению женщиной, в 1908 году 53-летний астроном женился на 44-летней Констанс Сэвидж Кейт. Она была соседкой Персиваля по Бостону и вела собственное дело: занималась скупкой разорённой недвижимости, приведением её в порядок и перепродажей. В 1896 году они встретились впервые, когда она оформляла дом Лоуэлла на Вест-Седар-стрит, но нет ни малейших свидетельств, что испытывали друг к другу романтический интерес. В 1904 году у Лоуэлла был бурный роман с мисс Эрной Стивенсон, 30 лет от роду, который разворачивался в Швейцарии. Кроме того, долголетние отношения связывали Лоуэлла с его секретаршей — математиком и астрономом Луизой (Рекси) Леонард, служившей у него в течение 21 года — до самой его кончины. Де-факто она была его женой, но, по словам Уильяма Лоуэлла Патнэма — внучатого племянника, — «в социальном кругу Лоуэлла не женились на секретаршах». Л. Леонард правила рукописи Лоуэлла и сопровождала его во всех поездках, в том числе в Африку; во флагстаффской резиденции Лоуэлла у неё была своя комната. По мнению Д. Страусса, Л. Леонард и К. Кейт были похожи: обе происходили из среднего класса, и обе сошлись с Персивалем на почве астрономии. Согласно биографу, причина, по которой окончательный выбор пал на Констанс, до конца не ясен. Ральф Кёртис находил её «ужасно скучной… патетичной буржуа, — до конца не освобождённой домашней рабыней». Отношений с Луизой Леонард Лоуэлл не прерывал и после женитьбы. У. Лоуэлл Патнэм утверждал, что хотя Констанс не отличалась красотой и не принесла Лоуэллу большого приданого, и несмотря на эксцентричный нрав, она смогла вписаться в бостонский клан и много сделала для сохранения наследия своего мужа и его обсерватории.

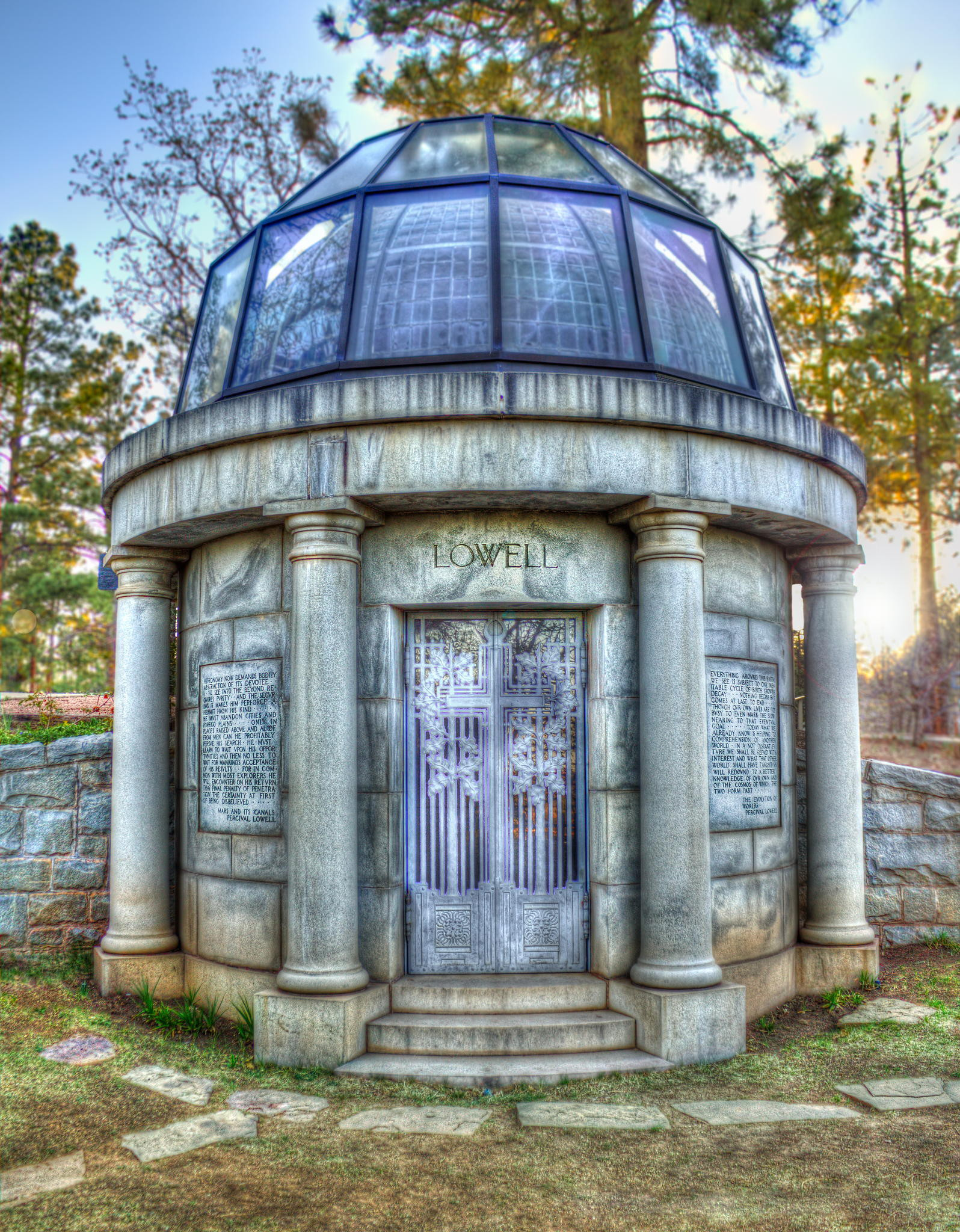
Мавзолей Лоуэлла. Фото 2013 года

После начала Первой мировой войны Лоуэлл окончательно перебрался в Аризону и к 1915 году выстроил на Марсианском холме свою собственную «империю». Фредерику Стимсону он писал, что обустроил три телескопные башни и четыре дома для астрономов, — своего рода «посольство Марса на Земле». Для самого Лоуэлла воздвигли особняк в 25 комнат с теннисным кортом и видом на горы; его назвали «Баронской усадьбой». Слуг переселили из Бостона; Лоуэлл продолжал вести прежний образ жизни. Гости с восточного побережья и аризонская элита неизменно поражались роскоши его приёмов, выбору вин и сигар. Лоуэлл подружился с судьёй Эдвардом Доэ, с которым они совершали прогулки в горах и ездили в резервацию индейцев хопи полюбоваться «танцем змеи». Иногда его навещал Эдвард Морс, с которым они ездили на Великий Каньон, охотились и рыбачили. Лоуэлл увлёкся дендрологией и открыл в Сикоморовом каньоне ранее никем не описанный вид ив. Он наладил отличные отношения с простыми жителями Флагстаффа, приглашал гостей в обсерваторию, устраивал экскурсии и публичные лекции. Он спонсировал местную газету, а на Рождество 1916 года устроил ёлку для детей в обсерватории и нарядился Санта-Клаусом (что делал и ранее). По словам Д. Страусса, Аризона устраивала его также как место, не знавшее профсоюзов и женской эмансипации, а также как платформа для проповеди «браминских» взглядов и пропаганды элитаризма. Будучи последовательным пацифистом, он всячески убеждал оставшихся в Бостоне друзей помешать вступлению США в войну. После захвата Бельгии он заявил, что немцы этим актом вычеркнули себя из списка цивилизованных наций.
12 ноября 1916 года Лоуэлл скончался во Флагстаффе от инсульта, завещав похоронить себя на Марсианском холме и передать обсерваторию под управление единственного попечителя из своей семьи. Отпевали Лоуэлла сразу двое местных священников — епископальный и католический, на церемонии присутствовали члены семейств Лоуэллов и Патнэмов и овдовевшие Рекси и Констанс. Погребли его в мраморном мавзолее со стеклянным куполом, стены которого были украшены цитатами из его трудов; воздвигнут он был в 1923 году по настоянию вдовы.

## Лоуэлл как учёный-астроном

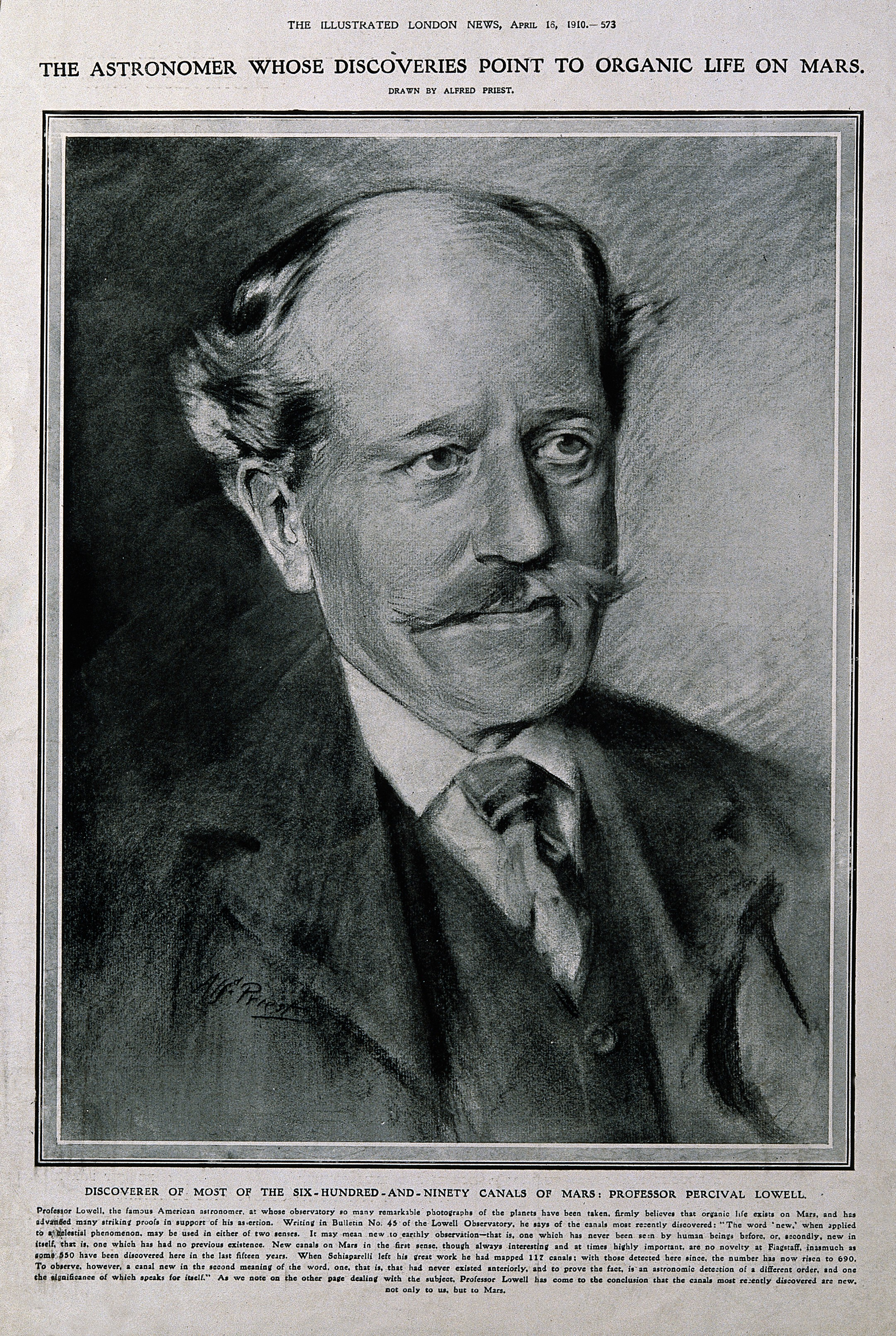
Портрет Лоуэлла (работы А. Приста) на обложке Illustrated London News, 16 апреля 1910

### Методология и эпистемология Лоуэлла
По мнению Д. Страусса, Лоуэлл сильно рисковал, начав научную карьеру, связанную с основанием собственной обсерватории, которую он хотел контролировать и в практическом, и в финансовом плане. Не меньше он рисковал в плане репутации, ибо он, несомненно, был первым астрономом, который рационально поставил вопрос о наличии внеземной жизни и попытался разрешить его средствами тогдашней науки. По образному сравнению А. Первушина: «если у программы поиска внеземного разума SETI определять родоначальника, то это — Лоуэлл». Одновременно Лоуэлл оказался первым астрономом, который основал стационарную обсерваторию на высокогорье с пустынным климатом, что обеспечивало наибольшую прозрачность атмосферы и прочую совокупность климатических факторов для наблюдений. Астрономией Лоуэлл увлекался ещё в детстве, когда учился обращению с 2,5-дюймовым телескопом, в круге его чтения было много популярных книг по этой науке. Отлично успевая в математике и астрономии в университете, он, однако, отклонил предложение занять должность профессора. Попечительский совет Гарвардского университета не терял с ним контакта, а в 1893, 1894 и 1895 годах Лоуэлл назначался инспектором Гарвардской обсерватории. Во время путешествия в Японию в 1891 году, Лоуэлл взял с собой 6-дюймовый телескоп, с помощью которого можно было наблюдать Сатурн.
По мнению Д. Страусса, до 1891 года Лоуэлл не задумывался о научной карьере. Свои востоковедческие штудии он сам воспринимал как способ времяпрепровождения и предмет литературных занятий. Астрономия стала его новым жизненным призванием по двум основным причинам: во-первых, организация обсерватории и программы исследований отвечала его авторитарному характеру, более свойственному индустриальному магнату. Во-вторых, астрономия часто становилась предметом увлечения европейских аристократов, которые на любительском уровне создавали научную теорию, а нанятые профессиональные специалисты занимались её доказательством. Подобный подход раздражал многих: так, Т. Дж. Дж. Си заявил, что Лоуэлл был «чрезмерным философом для астронома». При этом вплоть до конца столетия обсерватория Лоуэлла не имела телескопа-рефлектора и спектрографа, и её учёные почти не использовали фотографию для наблюдений.
Несмотря на распространённость мнения, что Лоуэлловская обсерватория создавалась исключительно для исследований Марса, её программа была намного шире. Лоуэлл с самого начала запланировал комплексное исследование Солнечной системы. С 1896 года шло последовательное наблюдение обращения вокруг Солнца Меркурия и Венеры и делались попытки наблюдений венерианской поверхности. В том же 1896 году Лоуэлл объявил, что обнаружил стационарное пятно, выделяющееся из сплошной венерианской облачности, а также некие прямолинейные структуры — «спицы». На их существовании он настаивал до конца жизни, несмотря на то, что другие астрономы не наблюдали подобных явлений. В 2003 году Уильям Шихан выдвинул гипотезу, что Лоуэлл наблюдал тени сосудов собственной сетчатки, поскольку использовал маленький окуляр. Подобный эффект встречался при непосредственных визуальных наблюдениях в телескопы с большим увеличением.
В обсерватории Лоуэлла много занимались исследованием колец Сатурна, определением химического состава атмосферы Юпитера, обращения Урана и спутников Сатурна — Мимаса и Энцелада. Многосторонность программы обсерватории иллюстрирует и многолетний поиск занептуновой «Планеты X» (с 1907 года), что требовало детальных расчётов элементов орбит Урана и Нептуна.
В профессиональной среде Лоуэлл так и не стал «своим», его роль главы обсерватории свидетельствовала о его энтузиазме, но не более. Н. Хетерингтон обращал внимание, что Лоуэлла зачастую сравнивали с Гершелем, основываясь на вере обоих в обитаемость небесных тел. Тем не менее, Гершель безоговорочно признаётся профессиональным исследователем, хотя не имел базового образования. Вечной проблемой Лоуэлла была его «эпистемология воображения», которую он разработал ещё в Японии. Иными словами, исследователь должен генерировать концепции, которые затем интерпретируются в свете известных и вновь открываемых фактов. Это вело — в его терминологии — к различению «глаза разума» и «аналитического глаза», который способен уловить «феноменальные знаки». Факты являются только субъектом интерпретации, но не фундаментом теории. Неудивительно, что Н. Хетерингтон категорически заявил: «Лоуэлл не был профессиональным учёным в обычном смысле этого слова». Собственно, это признавали ещё современники: в 1895 году У. Кэмпбелл (Ликская обсерватория) заявил, что «Лоуэлл отправился в обсерваторию прямо из лекционного зала и блестяще доказал всё, что рассказал до наблюдений». Генри Норрис Рассел в некрологе Лоуэлла заметил, что если наблюдатель заранее знает, что будет наблюдать, это знание исказит его суждение о фактах. Ещё более резок был профессор геологии Висконсинского университета Э. Блэкуэлдер, который назвал книгу Лоуэлла «Марс как обитель жизни» фантазией и «смехотворным интеллектуальным продуктом», представлять который широкой публике попросту безнравственно. В 1911 году Хью Чизхолм — главный редактор 11-го издания Британской энциклопедии — запретил упоминать о Лоуэлле и марсианах. В энциклопедии биография Персиваля Лоуэлла была помещена в статью о его брате Эбботе, а упоминание об искусственной природе каналов всё-таки появилось в статье о Марсе.
Лоуэлл в рамках своей эпистемологии требовал, чтобы гипотеза не противоречила наблюдаемым фактам и чтобы вероятность её истинности была достаточно велика. Иными словами, он основывался на презумпции истины и не требовал фальсифицируемости. Безусловно, ко времени жизни Лоуэлла проблема внеземного разума порождалась вненаучными убеждениями и обсуждение данной проблемы в любом случае требовало выдвижения недоказуемых аргументов. Однако традиция, которую представлял Лоуэлл, не была частью теоретического арсенала науки XIX века. Н. Хетерингтон отмечал, что если бы Гершель в конце XVIII века теоретизировал в том же объёме, что и Лоуэлл, то он бы поставил себя вне сферы профессиональной науки. Разница между профессионалом и любителем в науке заключается в том, что последний задаётся вопросом, может ли его теория быть верной, в то время как первый требует доказательной базы.

### Проблема марсианских каналов после Лоуэлла

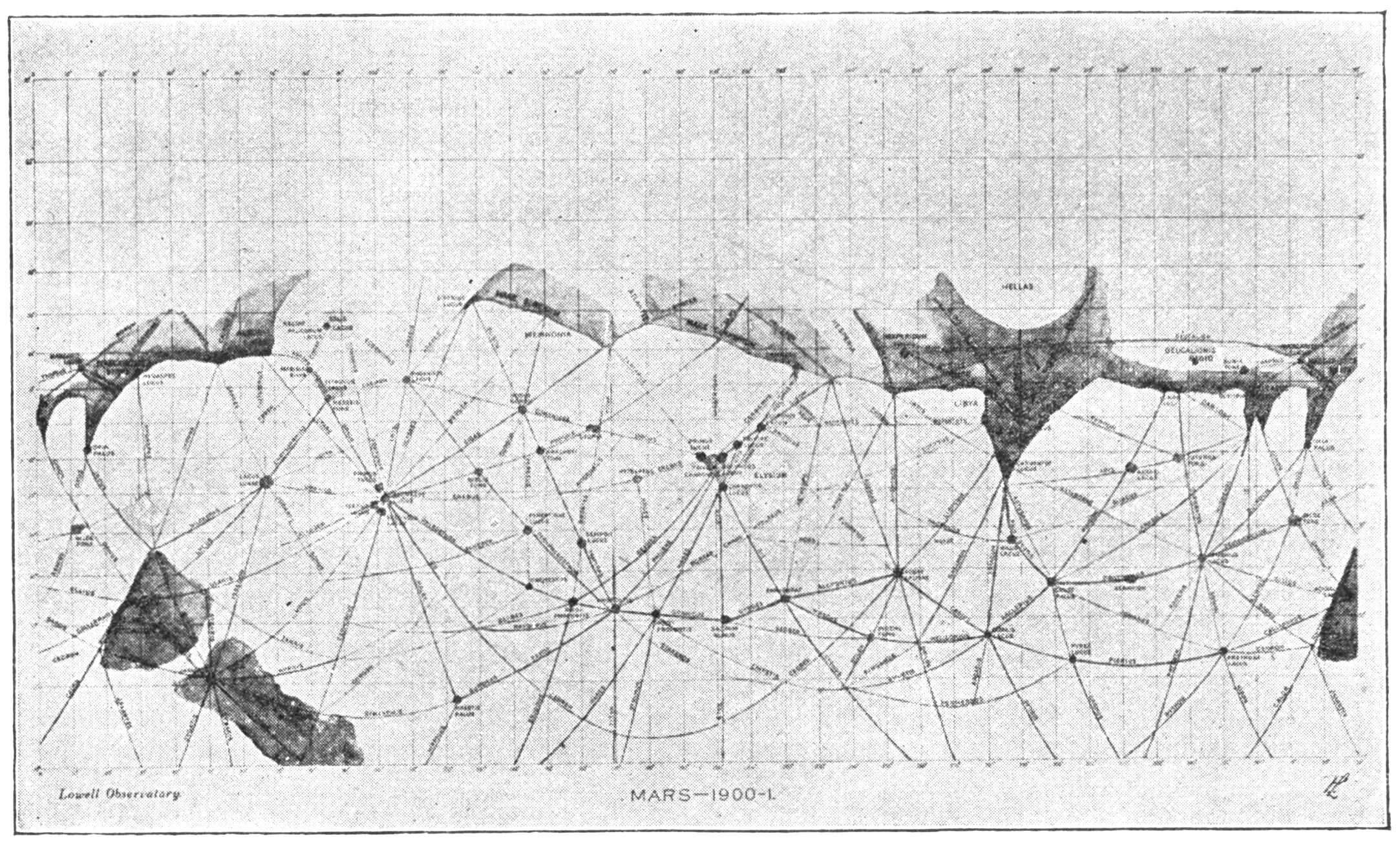
Карта Марса из книги Лоуэлла «Солнечная система», 1903

Теории Лоуэлла были популярны у читающей публики, но профессиональные учёные встретили их скептически ещё в середине 1890-х годов, что даже привело Лоуэлла к нервному срыву. Негативное отношение со стороны профессионалов наблюдалось и позднее. Хотя было составлено множество карт марсианских каналов, они не совпадали друг с другом. Ряд исследователей объясняли появление каналов на Марсе оптической иллюзией. Так, в 1903 году Эдвардом Маундером был поставлен эксперимент, в ходе которого испытуемым (школьникам, которые понятия не имели о полемике) показывали изображения с беспорядочным набором пятен, вместо которых многие из них видели «каналы» — особенно те, кто сидели в отдалении. Многие известные астрономы также не видели прямолинейных каналов. Среди них были Эдвард Барнард и Эжен Антониади; последний производил наблюдения Марса во время великого противостояния в 1909 году в достаточно мощный телескоп Медонской обсерватории. Антониади, подводя итоги наблюдениям 1909 года, писал: «Гипотеза о мнимом существовании геометрической сети получила окончательное опровержение… ибо самые сильные инструменты нашего времени не обнаружили и следа этой сети, между тем как детали, гораздо более тонкие, чем прямолинейные каналы, были постоянно видны». В 1903 году в первом издании «Астрономии для всех» Саймона Ньюкомба категорически заявлялось, что наблюдаемые на Марсе объекты никак не соотносятся с каналами Скиапарелли и Лоуэлла.
Сооснователь эволюционной теории Альфред Рассел Уоллес изначально сочувственно отнёсся к наблюдениям Лоуэлла, хотя уже в 1898 году назвал каналы «курьёзом». В 1907 году в возрасте 84 лет Уоллес опубликовал небольшую книгу «Обитаем ли Марс?», в которой доказал, что температура на поверхности Марса намного ниже, чем предполагал Лоуэлл, а атмосферное давление слишком мало для существования воды в жидком виде. К тому же спектральный анализ атмосферы не показал наличия в ней водяного пара. Отсюда Уоллес сделал вывод, что существование на Марсе высокоорганизованной жизни вообще невозможно, не говоря уже о развитой цивилизации и искусственных сооружениях. Уоллес посчитал теории Лоуэлла «вызовом не столько астрономам, сколько образованному миру в целом», и занялся критикой методологического подхода и выводов. Наблюдения в период великого противостояния 1909 года позволили Э. Маундеру категорически заявить:

Геометрическая сеть на Марсе была лишь одной из фаз в развитии наших знаний; но эта фаза принадлежит уже прошлому.
Выпуская русский перевод книги Лоуэлла «Планета Марс и жизнь на нём» в 1912 году, издательство оговаривало в предисловии, что многие высокопрофессиональные астрономы, в том числе бывший ассистент Пикеринга и Лоуэлла Дуглас, считали каналы «иллюзиями, сильно портившими наблюдения», но авторитет Лоуэлла как скрупулёзного наблюдателя был очень велик. Читателям предлагалось самостоятельно оценивать аргументацию автора и его оппонентов. В книге И. Ф. Полака «Планета Марс и вопрос о жизни на ней», выпущенной к великому противостоянию 1939 года, суммировались теории марсианских каналов того времени, так или иначе испытывавших влияние Лоуэлла. Антониади, отрицая существование каналов, соглашался с эволюционной теорией Лоуэлла и с тем, что усыхание Марса зашло намного дальше, чем на Земле. Теория С. Аррениуса объясняла каналы на Марсе геотектоническими разломами, подобными земным. Наконец, У. Пикеринг объяснял сущность наблюдаемых каналов метеорологическими факторами: тёмные полосы являлись зонами, в которых проходят воздушные течения, богатые водяными парами от тающих полярных ледников. Он пытался по форме каналов определить скорость и направление ветров в марсианской атмосфере.

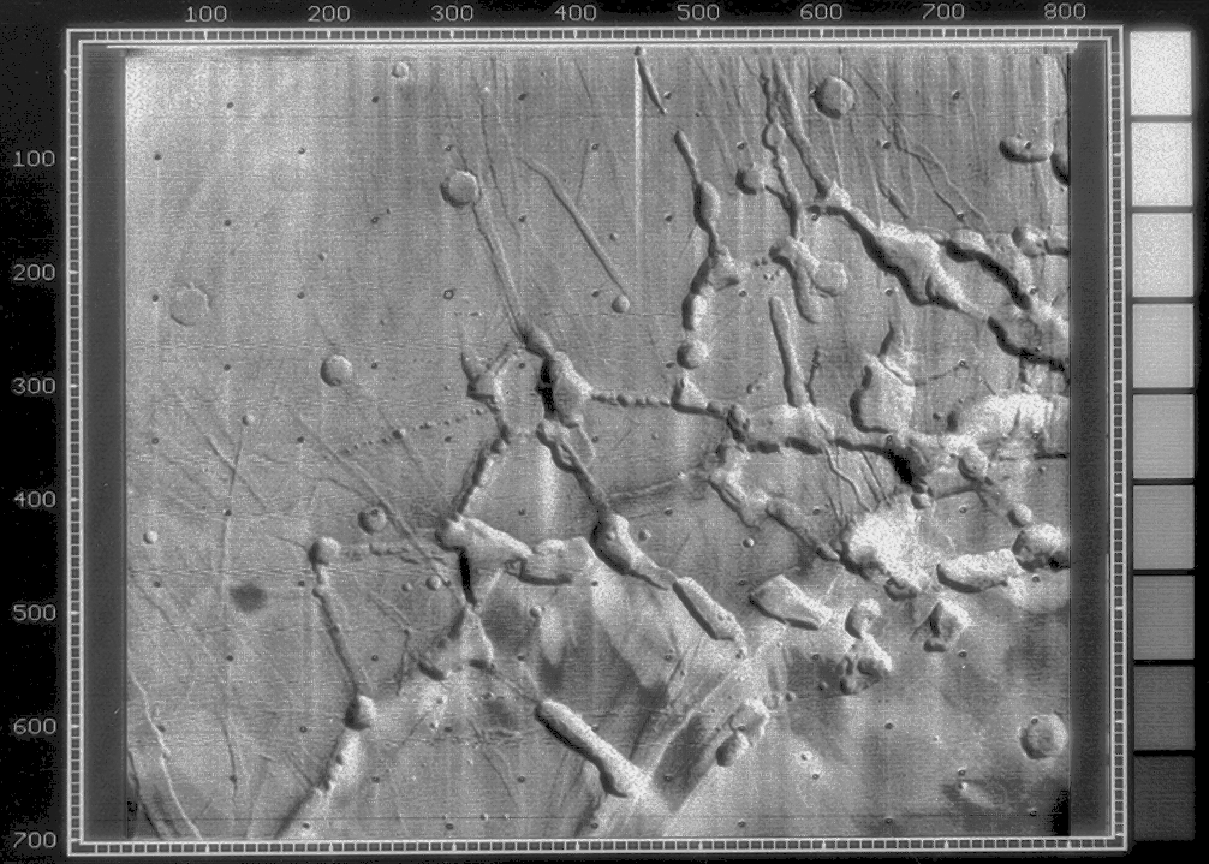
Лабиринт Ночи — геологическое образование на западном конце долин Маринера. Фотография сделана АМС «Маринер-9»

После противостояния 1939 года внимание исследователей переключилось от поверхности Марса к его климату и атмосфере. Ещё ранее стало понятно, что климатические условия на планете далеки от того, что представлялось Лоуэллу. Британский астроном Уотерфилд даже заявил, что «многие бы предпочли, чтобы вся эта теория вообще не появлялась бы на свет». Тем не менее, периодически возникали теории о существовании на Марсе некоторых форм органической жизни, в частности, низших растений. Такую теорию разрабатывал в 1940-е годы Г. А. Тихов, который около полувека посвятил исследованию Марса. Ему удалось разработать методы фотографирования планетного диска и исследований атмосферы. Каналы были впервые сфотографированы именно в Лоуэлловской обсерватории, затем снимки Марса были получены и другими обсерваториями во время великих противостояний 1924 и 1939 годов. Однако никаких чётких деталей рассмотреть на его поверхности было нельзя: только в исключительных случаях диаметр планеты при наблюдении в телескоп достигал 1/70 видимого диаметра лунного диска, а обычно не достигал и его сотой доли. Изображение планеты на фотопластинке даже в самые мощные телескопы равнялось обычно 2 — 2,5 мм.
Точку в проблеме каналов поставил полёт автоматической межпланетной станции «Маринер-9», которая в 1971—1972 годах провела с орбиты искусственного спутника Марса съёмку 85 % поверхности с разрешением от 1 до 2 км (2 % поверхности сфотографированы с разрешением от 100 до 300 метров), показав существование высочайших гор и глубочайших каньонов в Солнечной системе.
Американские астрономы К. Саган и П. Фокс в 1975 году сравнили каналы Лоуэлла с реальными структурами рельефа Марса. Ничтожная доля классических каналов связана с разломами, горными хребтами, цепочками кратеров и другими образованиями. В их числе оказались все каналы, которые получались на астрономических фотографиях. После полётов межпланетных станций, передавших детальные снимки Марса, проблема каналов как научная была забыта, хотя так и не разрешена.

Марсианские каналы представляются следствием какого-то странного сбоя в совместной работе рук, глаз и мозга, проявляющегося у людей в сложных условиях наблюдения (по крайней мере, у некоторых людей; многие астрономы, располагая такими же, как у Лоуэлла, инструментами и условиями для наблюдения, заявляли, что никаких каналов нет). Но и это объяснение весьма далеко от удовлетворительного, и меня продолжают мучить сомнения, что какая-то существенная деталь в проблеме марсианских каналов остаётся нераскрытой. Лоуэлл всегда говорил, что правильная форма каналов является безошибочным признаком их разумного происхождения. Безусловно, это верно. Единственный нерешённый вопрос — с какой стороны телескопа находился этот разум.

## Память

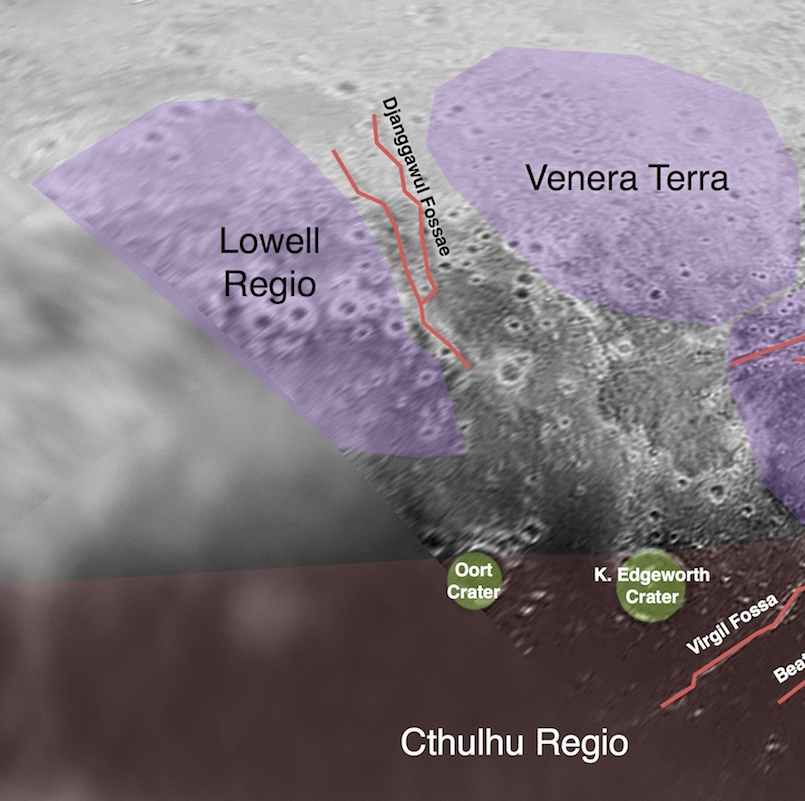
Схематическая карта Области Лоуэлла на Плутоне

В честь Лоуэлла названы астероид главного пояса «(1886) Lowell», открытый в 1949 году, кратеры на Луне и на Марсе. В 2015 году в его честь была названа область Лоуэлла на Плутоне (название утверждено Международным астрономическим союзом 30 мая 2019 года).

### Историография
Вплоть до 2001 года не существовало общей критической биографии Персиваля Лоуэлла. Ещё в 1905 году вышла книга «Астрономы современности» Гектора Макферсона, биография Лоуэлла в которой была основана на тогдашних газетных публикациях и считалась «частично авторизованной». Книгу секретаря Лоуэлла Луизы Леонард «Персиваль Лоуэлл: итоги» (1921) Дэвид Долан именовал «агиографической». В 1935 году вышла книга Эббота Лоуэлла о его брате, которая оставалась единственной объёмной биографией Персиваля Лоуэлла на протяжении трёх четвертей века. Эта книга была выдержана в апологетическом духе, который объяснялся как защитой научной репутации самого Эббота, так и чести его семьи. «Биография Персиваля Лоуэлла» сыграла в определённой степени положительную роль, поскольку ломала сложившийся образ дилетанта-чудака; там также описывался научный метод исследователя. В книге Эббота Лоуэлла почти ни слова нет о марсианской эпопее его старшего брата, его исследования поданы как служение чистой науке, основанное на строгой фактической основе. Много места в книге уделялось пацифистским взглядам Персиваля, а также упоминалась его попытка попасть на сербо-турецкую войну 1877 года, которая, к счастью для него, закончилась неудачей. Д. Долан констатировал, что читатель биографии, написанной Э. Лоуэллом, извлечёт из этой книги немногим более, чем из собственных трудов его брата.
В 1964 году в «Британском журнале медицинской психологии» вышел фрейдистский анализ личности Лоуэлла, сделанный психиатром Чарльзом Хофлингом. Хофлинг объявил резкие смены жизненных установок Лоуэлла и его навязчивую страсть к Марсу формой вуайеризма. Из личных дневников и переписки он извлёк некоторые подробности частной жизни Лоуэлла, в частности, треугольник между ним, Джоном Чепменом и его невестой Минни Тимминс. Хофлинг раскрыл природу отношений Персиваля Лоуэлла с отцом и матерью, отчасти на материалах, опубликованных Эбботом Лоуэллом; эти подробности стали общими для всех последующих исследований. В 1970—1980-е годы вышло несколько статей о путешествиях Лоуэлла на Восток и его месте в истории науки. Ричард Элвуд объявил главным смыслом жизни Лоуэлла поиск Другого, причём Япония оказалась «слишком человеческой», и его внимание устремилось в глубины космоса. В 1976 году на основе архивов Лоуэлловской обсерватории была выпущена книга У. Хойта «Лоуэлл и Марс», продолженная в 1980 году книгой о поисках Планеты X и обнаружении Плутона. Норрисс Хетерингтон в 1988 году посвятил Лоуэллу главу в своей монографии «Наука и объективность». В 1992 году была защищена диссертация Дэвида Долана «Персиваль Лоуэлл — мудрец астрономии», в которой были обобщены все его труды и практически вся англоязычная историография. Далее к исследованию наследия Лоуэлла обратился профессор Дэвид Страусс (колледж Каламацу), который опубликовал в 2001 году обобщающую биографию «Персиваль Лоуэлл: культура и наука бостонского брамина». Рецензенты отмечали, что в этой работе была показана коллизия определяющего воздействия классовых и культурных контекстов на формирование личности и взглядов учёного. В 2006 году под редакцией Страусса были переизданы все востоковедческие публикации Лоуэлла.

### Влияние на культуру
Антон Первушин писал: «…Открытие огромных ирригационных сооружений мифических марсиан в малой степени повлияло на науку, но в огромной — на человеческую культуру…». С середины 1890-х годов с обсерваторией Лоуэлла было связано множество «газетных уток» в прессе США, которые успешно воспроизводились и в следующем десятилетии. В «Нью-Йорк Таймс» в 1900 и 1901 годах сообщалось о якобы наблюдаемых на Марсе «сигнальных огнях», которые были расположены в области Икария на линии в несколько сотен километров, горели ровно 1 час 10 минут, а затем пропали. Уильяму Пикерингу приписали проект связи с марсианами с помощью электрических прожекторов и километрового зеркала. Подобного рода сообщения стали настолько обычными, что когда в эти же годы некая французская буржуа Клара Гузман учредила премию в 100 тысяч франков золотом за налаживание двусторонней связи со внеземной цивилизацией, из списка «звёзд и планет» был исключён Марс, поскольку казалось, что установления контакта с марсианами следует ожидать со дня на день. После противостояния 1909 года Лоуэлл объявил о наблюдении нового 1000-мильного канала, якобы вновь принёсшего жизнь в необитаемую прежде пустыню. В результате один из номеров чикагской газеты Evening American вышел с огромной передовицей «Марсиане построили новый канал!».

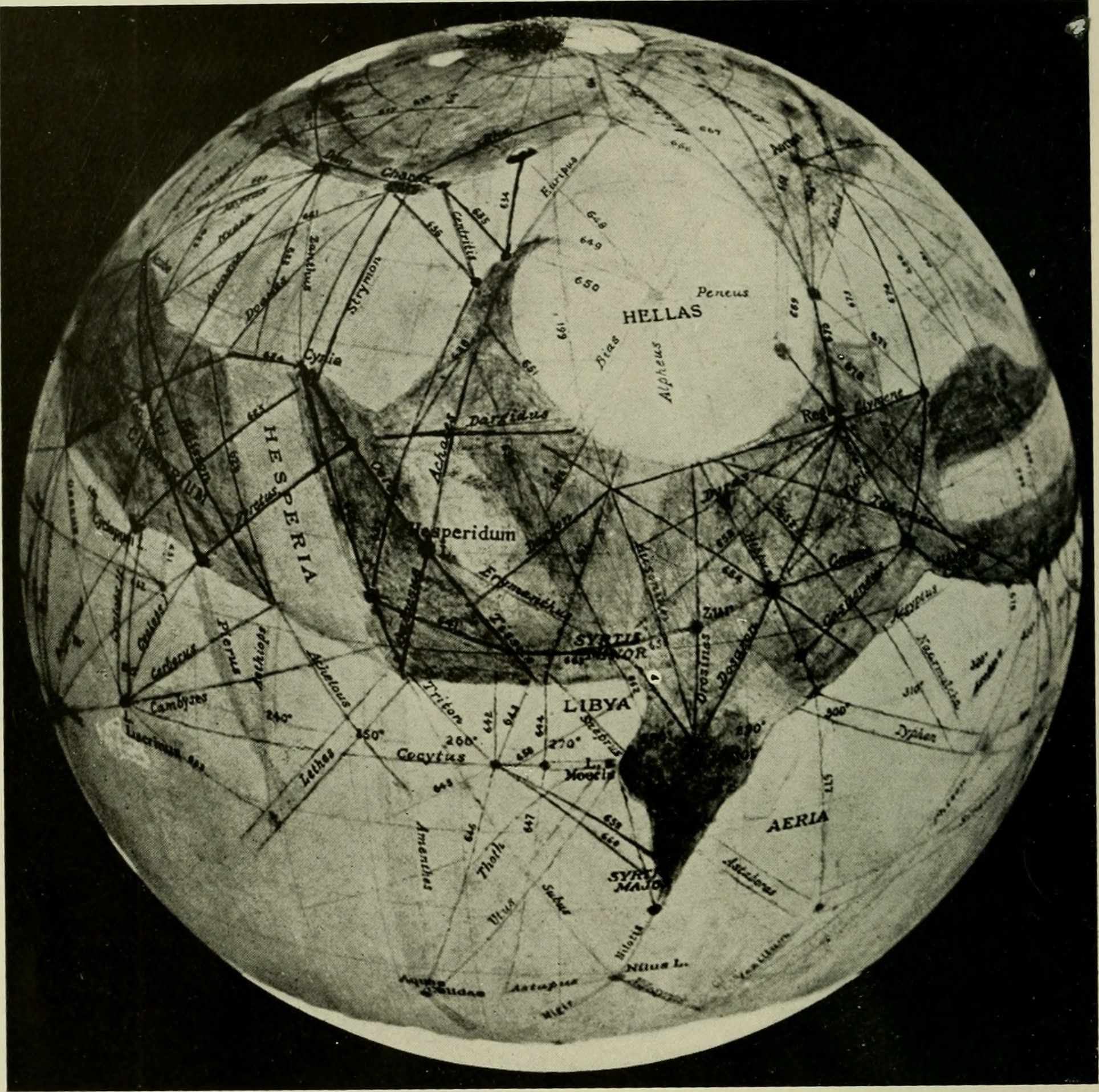
Глобус Марса по Лоуэллу из The American Museum journal (Vol. 15, 1915)

Идея каналов настолько распространилась, что с 1894 года появились ясновидящие, повествующие о Марсе. О подобных случаях писал Карл Густав Юнг в диссертации «О психологии и патологии так называемых оккультных явлений» (1902). Столь мощное влияние на современников литературовед Роберт Кроссли объяснил тем, что астрономические книги Лоуэлла фактически были разновидностью научной фантастики, укоренённой как в викторианском готическом романтизме, так и собственно в фантастической литературе того времени. Публика узнавала о теориях Лоуэлла, скорее, не из его книг, написанных высоким слогом и переполненных научной информацией, а из иллюстрированных приложений к воскресным газетам. Типичная статья такого рода включала изложение последних открытий во Флагстаффе, фотографии самого Лоуэлла и его 24-дюймового телескопа, а также карты Скиапарелли и глобусы Лоуэлла. Рядом непременно помещались земные виды: сеть железных дорог штата Иллинойс, план Монреаля, каналы в Аризоне или голландском Гронингене, то есть читателей подталкивали к тому, что линии, «наблюдаемые» на Марсе, были творением интеллекта и целенаправленной воли. Марс с его глобальной сетью каналов представал перед публикой как своего рода воплощённая утопия, лишённая эгоистических интересов отдельных стран, победившая предрассудки и соединившая всё марсианское человечество во имя единой цели.
Тем не менее, по мнению Джона Уэбба, максимальное воздействие теория Лоуэлла оказала на научную фантастику. Из наиболее известных авторов обычно называются трое — Герберт Уэллс, Эдгар Райс Берроуз и Рэй Брэдбери. Роман Уэллса «Война миров» вышел в свет через три года после обнародования теории Лоуэлла, причём в первой главе она излагается в явном виде. Ещё в 1896 году Уэллс опубликовал статью «Марсианский разум», несомненно, вдохновлённую работами Фламмариона и Лоуэлла. В 1908 году он вернулся к этой теме в статье «Существа, которые живут на Марсе», опубликованной в журнале Cosmopolitan и развивавшей концепцию древней мудрой расы, намного обогнавшей человечество в развитии. Также при жизни Лоуэлла Эдгар Райс Берроуз опубликовал журнальный вариант романа «Принцесса Марса» (1912) и до 1943 года выпустил множество продолжений; действие этих историй разворачивалось на умирающей планете, очень напоминающей описания флагстаффского астронома. Наконец, и Рэй Брэдбери начиная с 1949 года опубликовал несколько новелл, исполненных пессимистического лиризма, которые образовали книгу «Марсианские хроники». В ряде фантастических произведений (в том числе «Красной звезде» А. Богданова), воплотилась идея Фламмариона и Лоуэлла о Марсе как осуществлённой утопии. Уже в 1949 году ареографию Лоуэлла (в том числе названия каналов) прямо использовал Роберт Хайнлайн в приключенческом романе для юношества «Красная планета». Впрочем, для Хайнлайна, как и для Брэдбери, было характерно изменение марсианских реалий для решения собственных творческих задач.

## Труды
- Lowell P. Chosön, the land of the morning calm : A scetch on Korea. — Boston : Ticknor and company, 1888. — 463 p.
- Lowell P. The Soul of the Far East. — Boston & N. Y. : Houghton, Mifflin and company, 1888. — 247 p.
- Lowell P. Noto : an unexplored corner of Japan. — Boston; Cambridge : Houghton, Mifflin and Co.; Riverside Press, 1891. — 293 p.
- Lowell P. Occult Japan; or, The way of the gods; an esoteric study of Japanese personality and possession. — Boston & N. Y. : Houghton, Mifflin and company, 1895. — 410 с.
- Lowell P. Mars. — Boston & N. Y. : Houghton, Mifflin and company, 1895. — 305 p.
- Lowell P. The solar system; six lectures delivered at the Massachusetts institute of technology in December, 1902. — Boston & N. Y. : Houghton, Mifflin and company, 1903. — 164 p.
- Lowell P. Mars and its canals. — New York & London : Macmillan & co., ltd., 1906. — 462 p.
- Lowell P. Mars as the abode of life. — New York : The Macmillan company, 1908. — 345 p.
- Lowell P. The Evolution of Worlds. — New York : The Macmillan Co., 1909. — 299 p.
- Ловелл П. Марс и жизнь на нём / Пер. с англ. [И. Л. Левинтова], под ред. и с предисловием приват-доцента Императорского Новороссийского университета А. Р. Орбинского. — Одесса : Матезис, 1912. — XXI + 272 с.
- Lowell P. Collected Writings on Japan and Asia, including Letters to Amy Lowell and Lafcadio Hearn : In 5 vols. / Ed. by David Strauss, Emeritus Professor of History, Kalamazoo College. — Tokyo : Edition Synapse, 2006. — 1650 p. — (Collected Works of Japanlogists). — ISBN 4-901481-48-7.